# Centro Histórico do Recife
O Centro Histórico do Recife é uma área de ocupação antiga localizada no centro da cidade do Recife, capital do estado brasileiro de Pernambuco. Existe ainda um Centro Histórico Expandido: a chamada "Zona Norte", que corresponde precisamente ao noroeste do município. No centro histórico recifense está o Marco Zero, ponto onde surgiu o povoado da "Ribeira de Mar dos Arrecifes dos Navios". Representa, em conjunto com os sítios históricos de Olinda, Igarassu e dos Guararapes, um dos principais roteiros de arte barroca do Brasil, sendo alguns dos seus templos os mais antigos de diferentes ordens religiosas no país.
Mais antiga entre as capitais estaduais brasileiras, o Recife surgiu em 1537 nos arredores do maior porto exportador do Brasil Colônia durante o ciclo da cana-de-açúcar. Contudo, só veio conhecer desenvolvimento significativo após a invasão holandesa de 1630, quanto tornou-se sede da colônia de Nova Holanda, sobrepujando então a vila que o originou, Olinda — destruída pelos batavos.
O Recife é o único dos cinco patrimônios barrocos do país que não possui o título de Patrimônio Cultural da Humanidade pela UNESCO. Em que pese o fato — atribuído à demolição e descaracterização da maior parte do seu centro histórico —, a capital pernambucana possui exemplares de arquitetura religiosa de excepcional importância, tombados pelo Instituto do Patrimônio Histórico e Artístico Nacional (IPHAN). Uma vez que não foi sede colonial portuguesa, o Recife teve seus templos barrocos construídos às expensas de abastados comerciantes e senhores de engenho locais.

## Igrejas e conventos
No Centro Histórico do Recife estão situados edifícios religiosos como a Igreja Matriz do Santíssimo Sacramento de Santo Antônio, a Concatedral de São Pedro dos Clérigos, a Basílica e Convento de Nossa Senhora do Carmo, a Igreja da Ordem Terceira do Carmo, o Convento e Igreja de Santo Antônio, a Capela Dourada, a Igreja da Ordem Terceira de São Francisco, a Igreja de Nossa Senhora da Conceição dos Militares, a Igreja Madre de Deus, a Capela de Nossa Senhora da Conceição da Congregação Mariana, a Igreja do Divino Espírito Santo, a Igreja de Nossa Senhora da Assunção, a Igreja de São Gonçalo, a Igreja de Nossa Senhora do Pilar, a Capela da Jaqueira, a Igreja de São José do Ribamar, a Igreja de Nossa Senhora do Terço, a Igreja de Nossa Senhora do Rosário dos Homens Pretos, a Igreja de Nossa Senhora do Livramento dos Homens Pardos, a Igreja Matriz da Boa Vista, a Basílica da Penha, a Basílica do Sagrado Coração de Jesus, dentre muitos.

## Palácios
Há importantes edifícios históricos utilizados pela administração pública (direta e indireta) e por entidades filantrópicas, como os neoclássicos Teatro de Santa Isabel, Mercado de São José, Casa da Cultura, Hospital Pedro II, Hospital Ulysses Pernambucano, Palácio da Soledade, Palácio Joaquim Nabuco e Ginásio Pernambucano, e os ecléticos Palácio do Campo das Princesas, Palácio da Justiça, Quartel do Derby e Faculdade de Direito do Recife, entre outros.
O Teatro de Santa Isabel, projetado pelo engenheiro fourierista francês Louis Léger Vauthier, foi inaugurado em 1850, e é um dos poucos exemplares do genuíno neoclassicismo erguidos no país na primeira metade do século XIX. Vauthier chegou às terras brasileiras em 1840, uma época de mudanças no Recife, que pretendia alterar suas feições portuguesas de cidade recém-saída da época colonial. Pernambuco decidiu então construir um teatro na sua capital. Como não havia profissionais qualificados no Brasil, a província promoveu a vinda de engenheiros, matemáticos, técnicos e operários europeus.

## Centro Histórico do Recife
Em bairros como o Recife Antigo, Santo Antônio, Santo Amaro, São José e Boa Vista estão algumas das principais construções históricas da capital pernambucana. Muitas delas abrigam espaços culturais, além de empresas de tecnologia do Porto Digital, polo de desenvolvimento de softwares. Um dos edifícios mais importantes é a Sinagoga Kahal Zur Israel,  primeira sinagoga do continente americano.
Foi no bairro do Recife, onde fica o porto homônimo, que o povoado da "Ribeira de Mar dos Arrecifes dos Navios" surgiu. A pequena ilha é cercada pelo Oceano Atlântico a leste
e pela foz dos rios Beberibe e Capibaribe a oeste, e ligada ao resto da cidade por quatro pontes: Limoeiro, Buarque de Macedo, Maurício de Nassau e 12 de setembro (antiga Ponte Giratória).

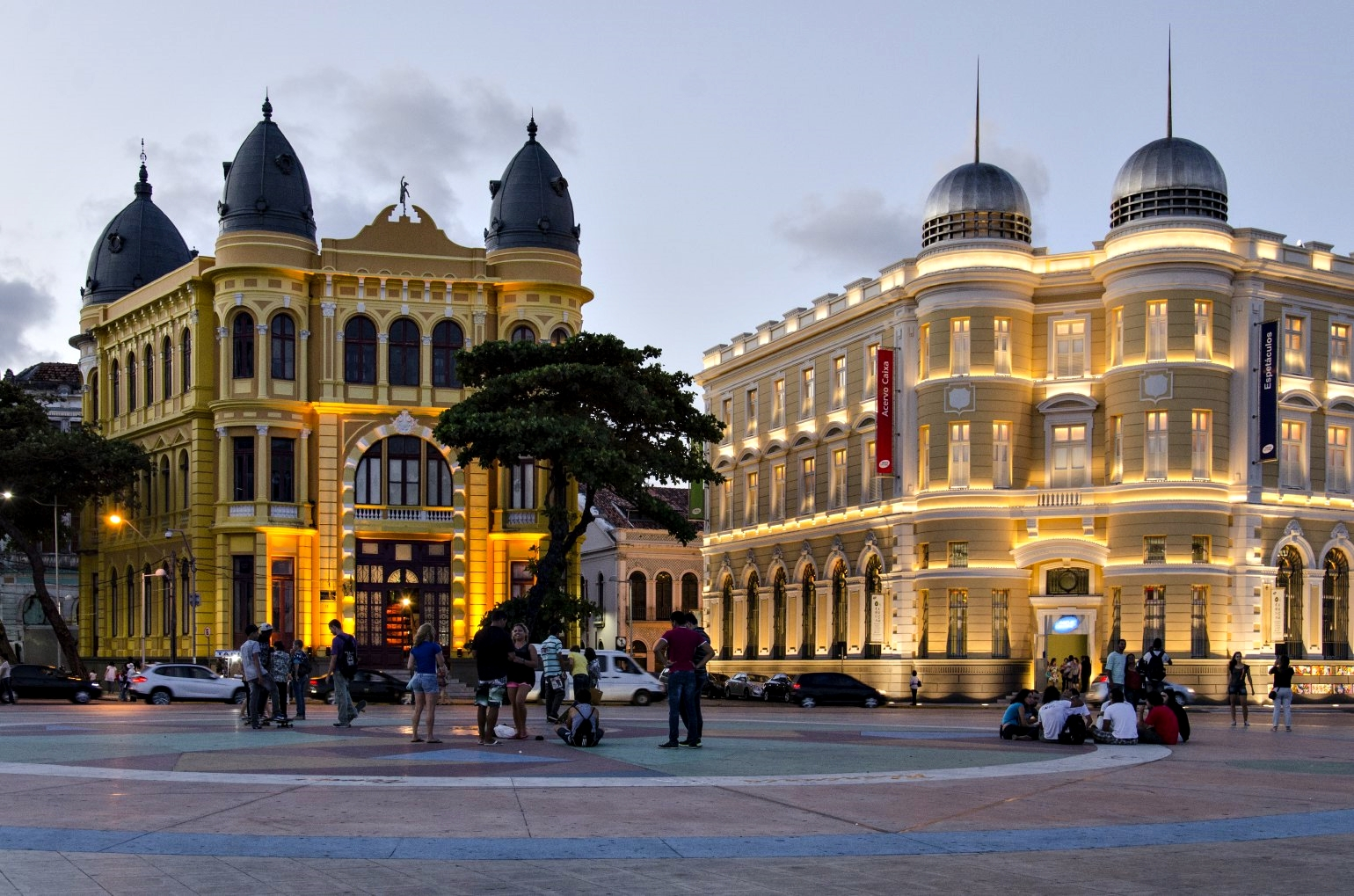
Marco Zero
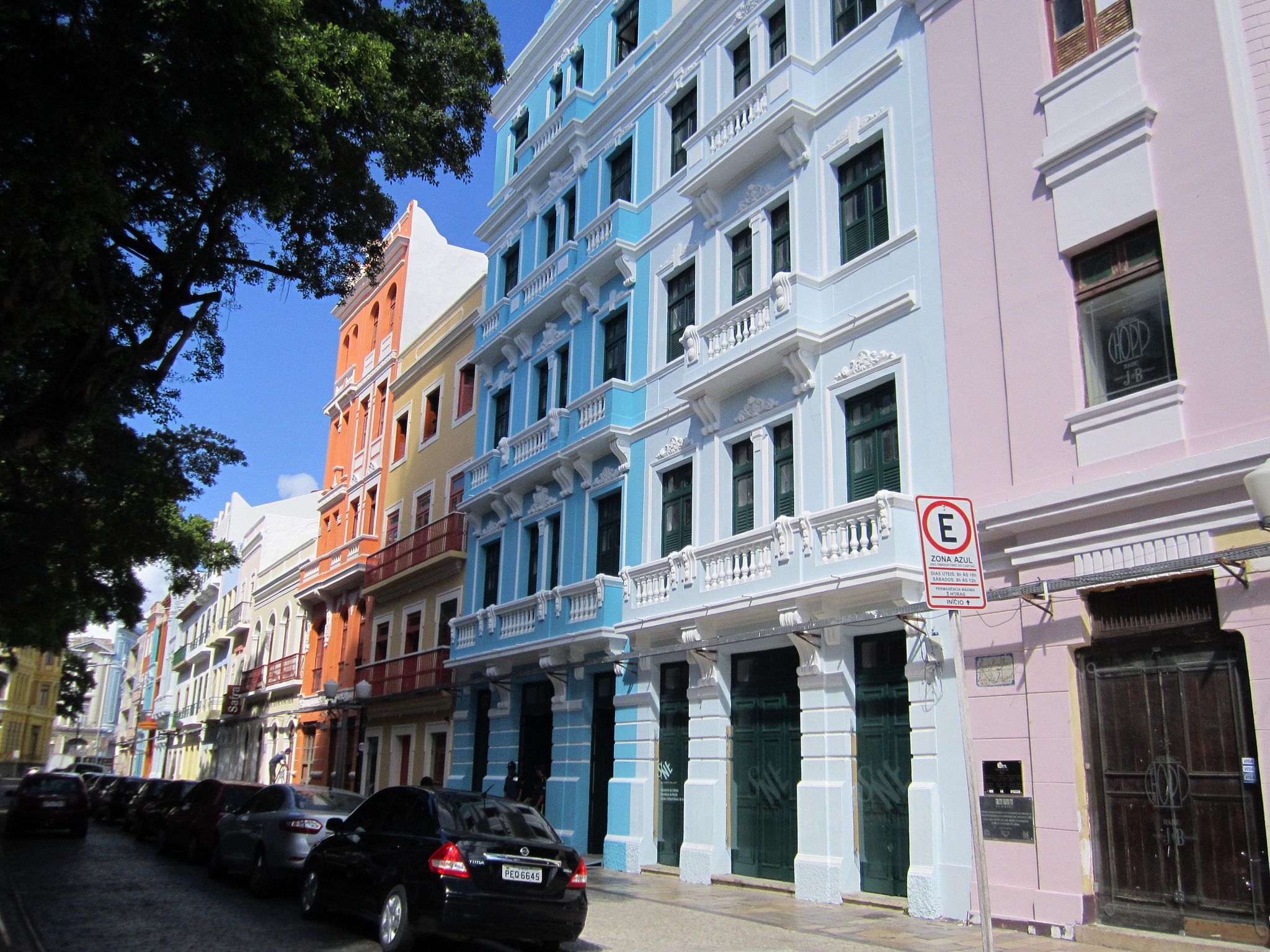
Rua do Bom Jesus
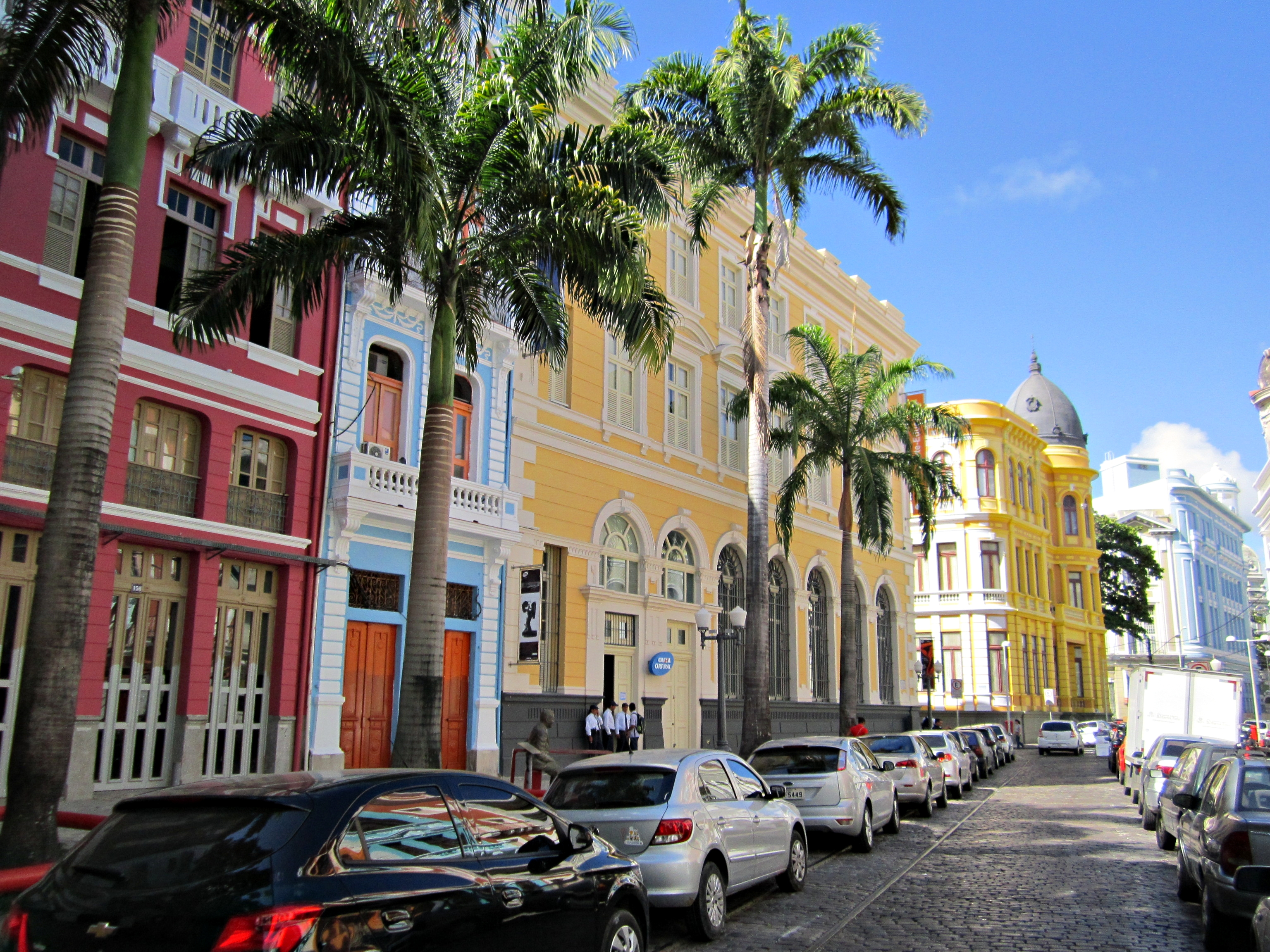
Intersecção com a Avenida Barbosa Lima
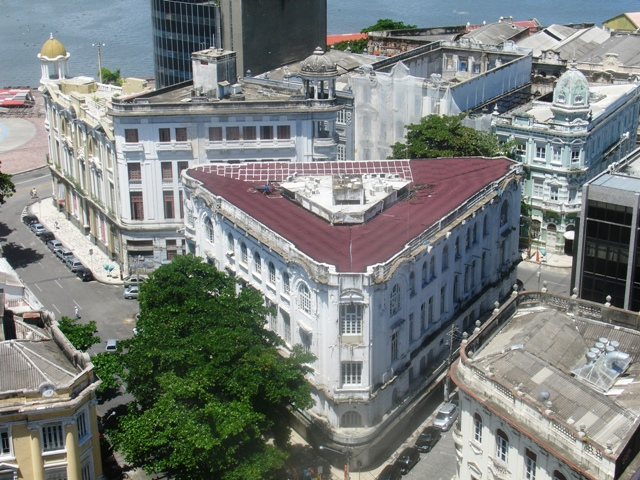
Avenida Rio Branco
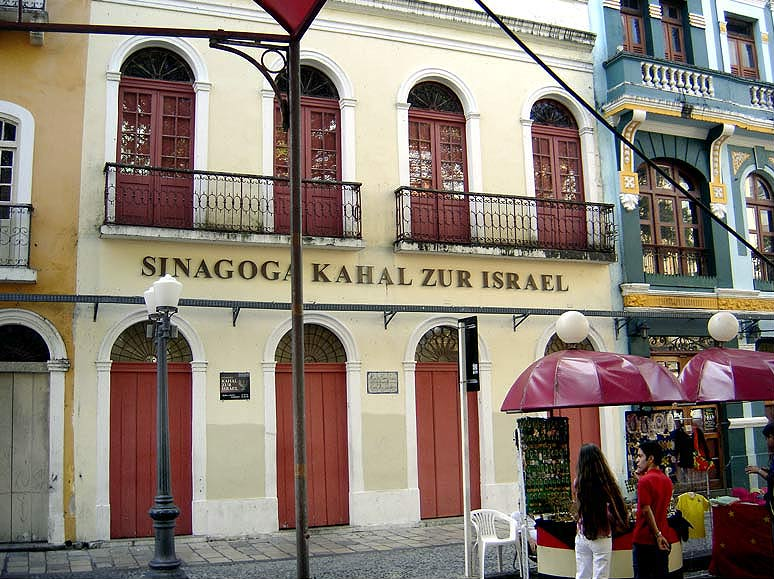
Sinagoga Kahal Zur Israel
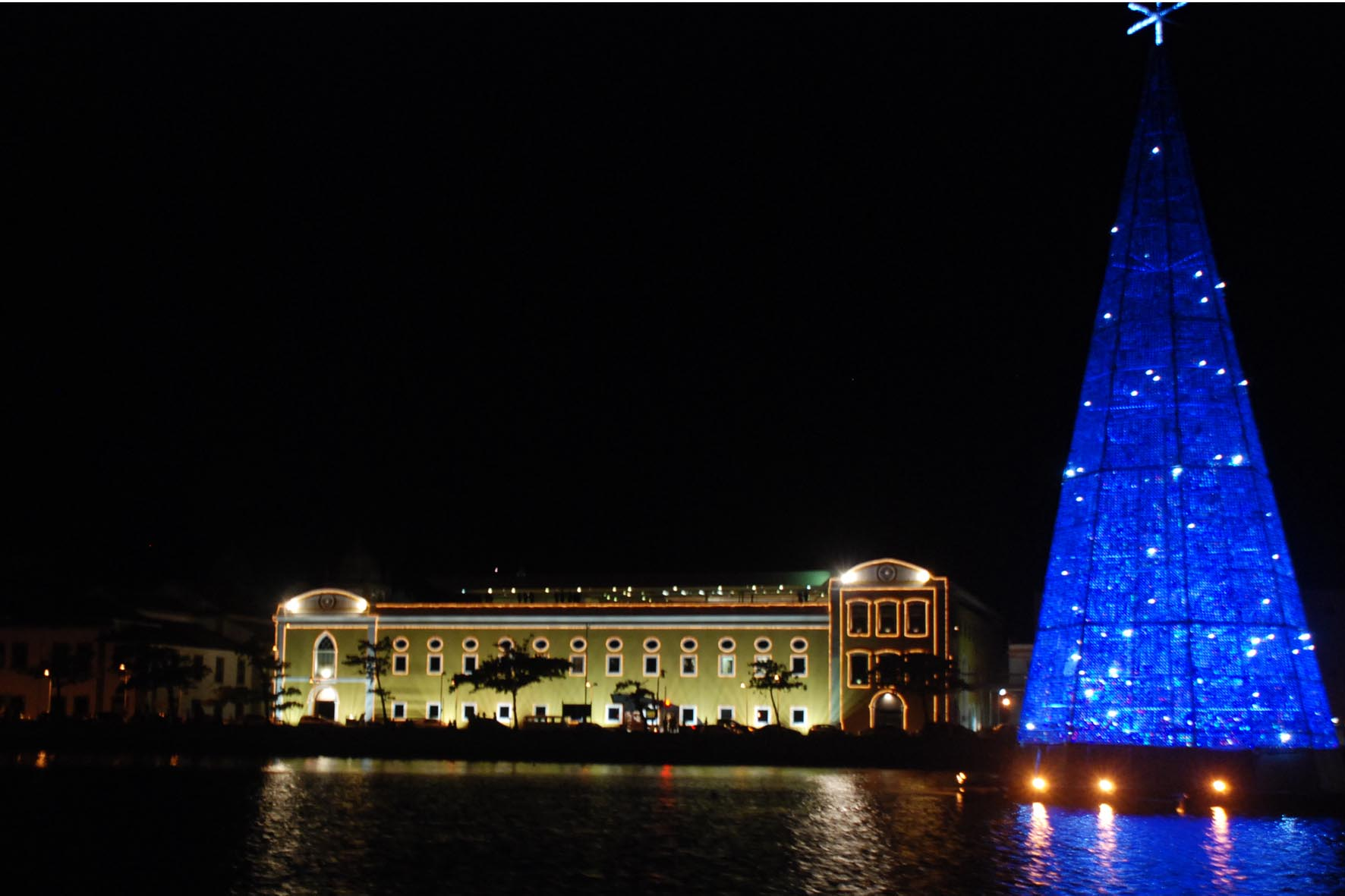
Paço Alfândega
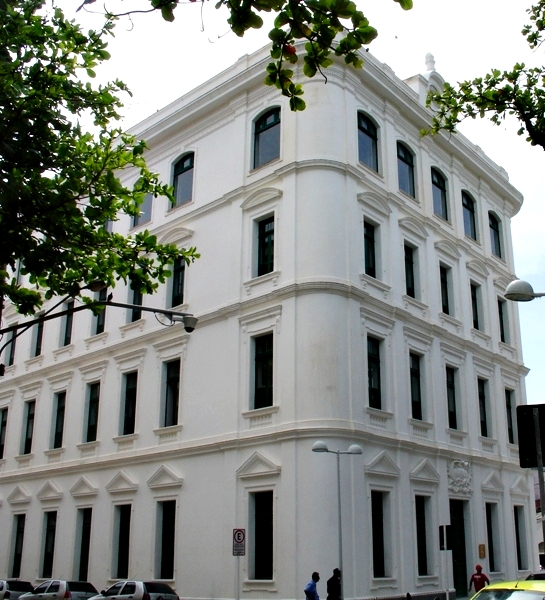
Paço do Frevo
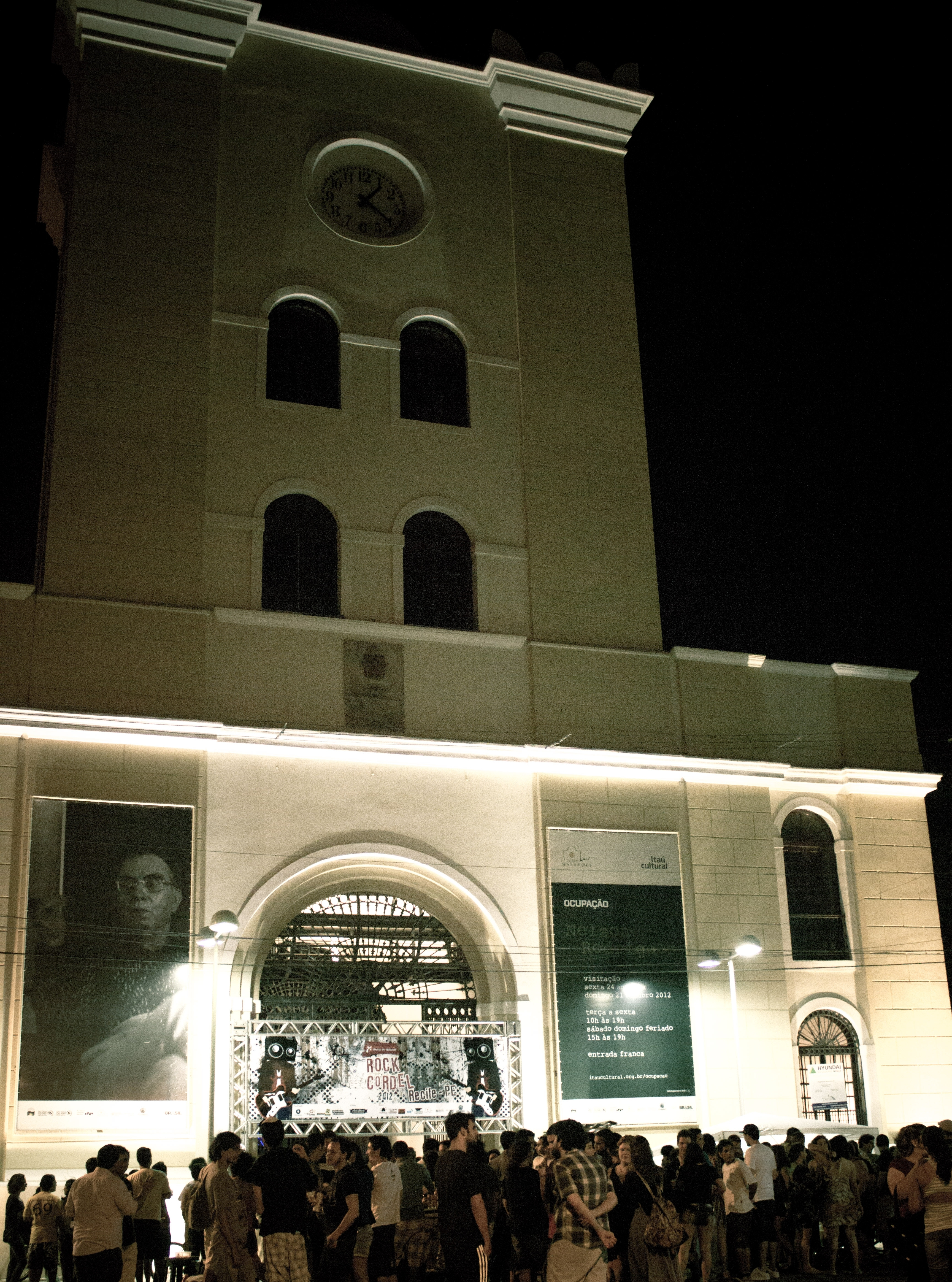
Torre Malakoff
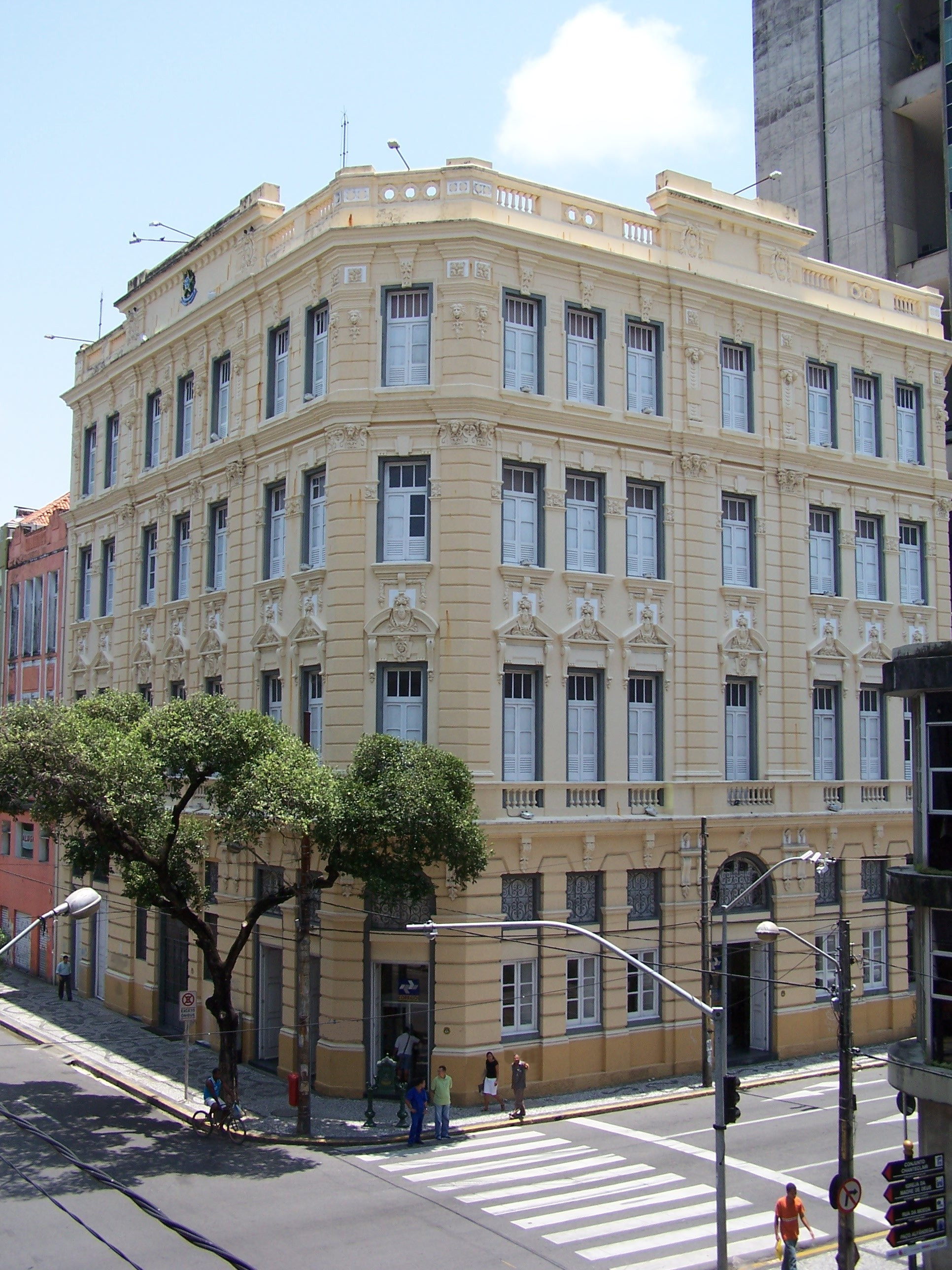
Centro Cultural Correios
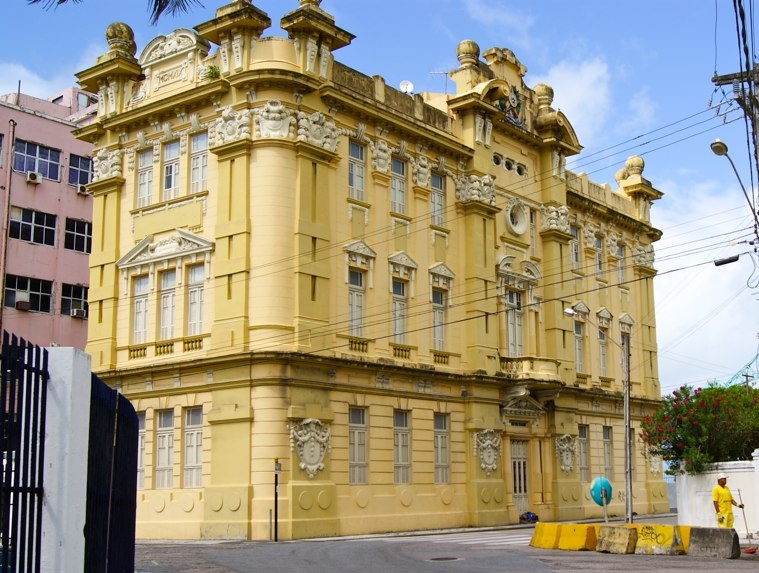
Antiga fiscalização do Porto do Recife
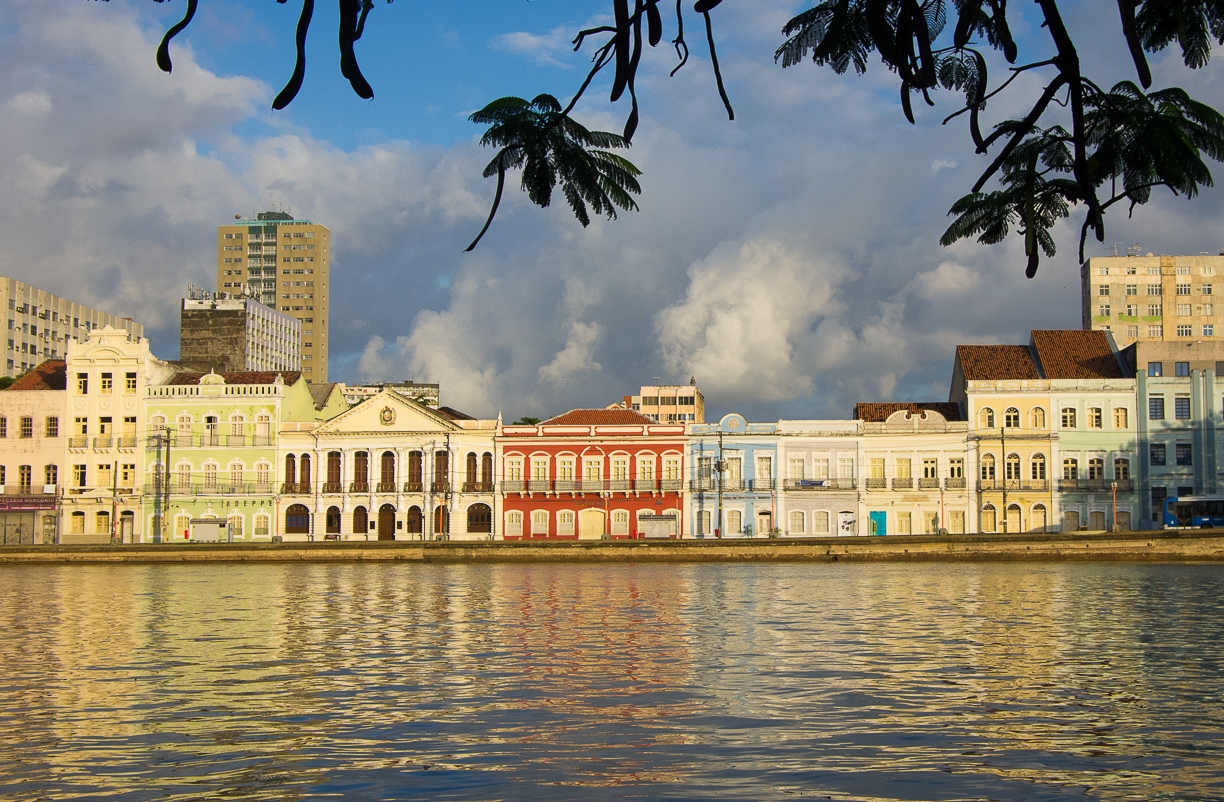
Rua da Aurora
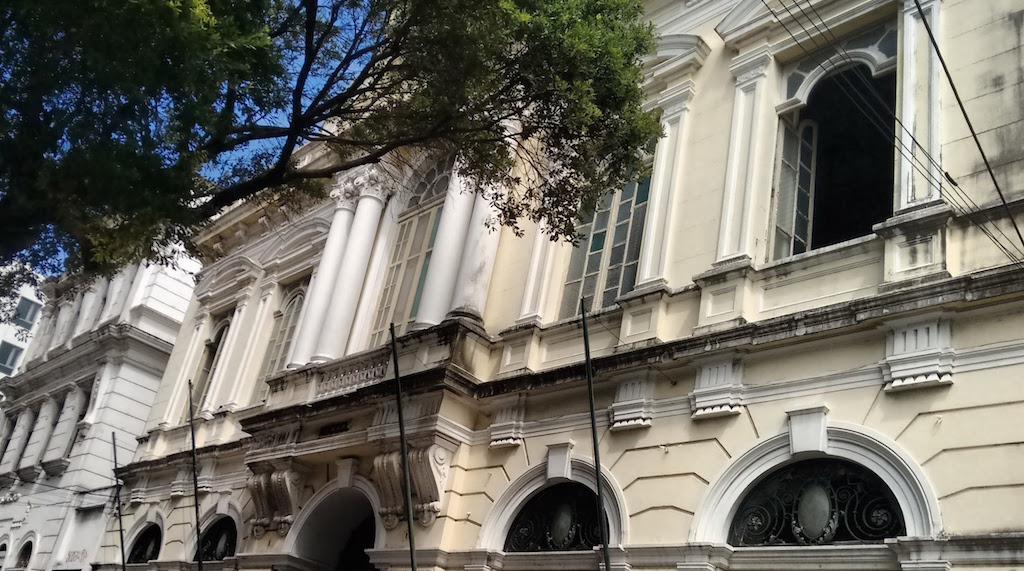
Gabinete Português de Leitura de Pernambuco
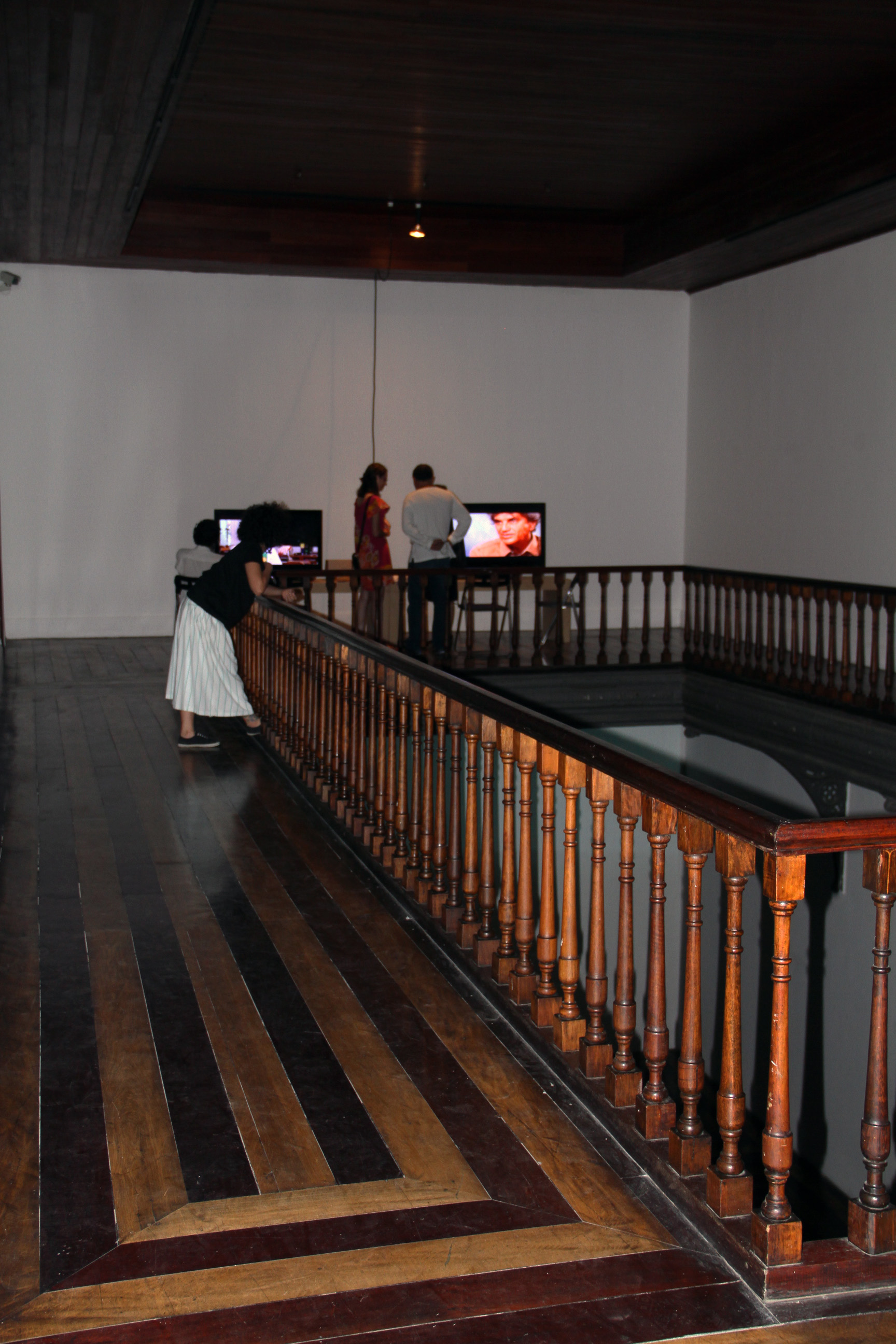
MAMAM
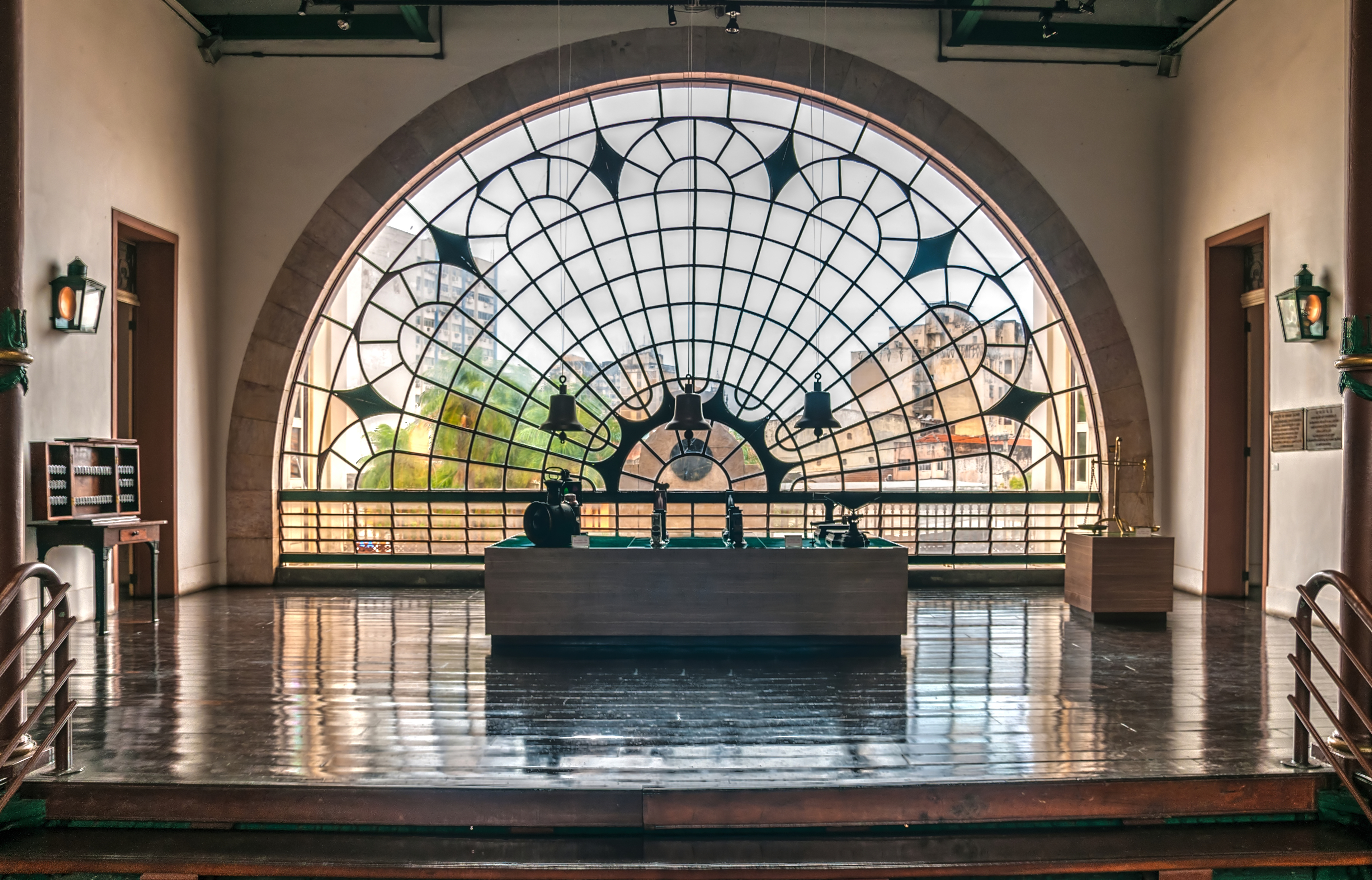
Museu do Trem
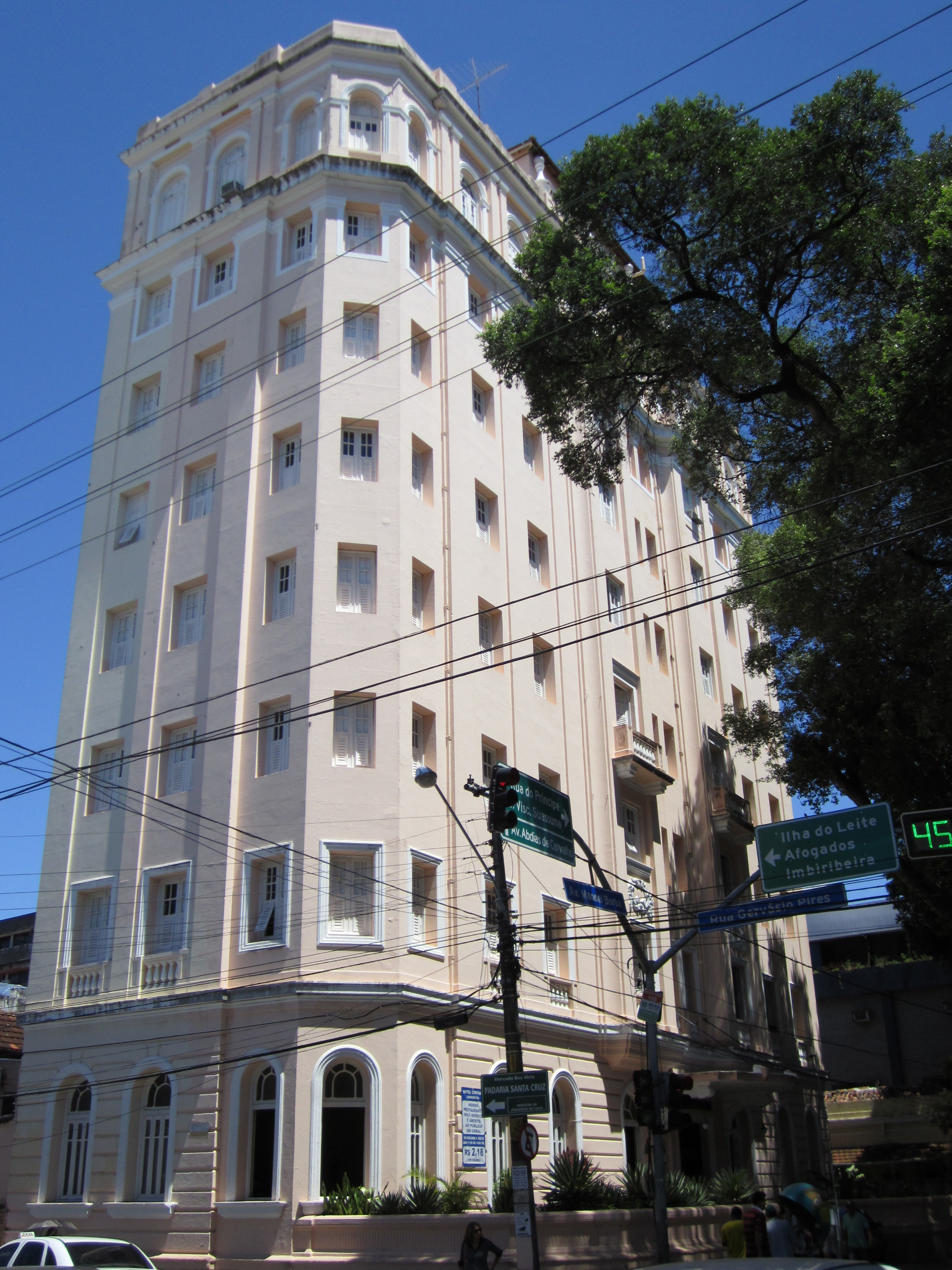
Hotel Central
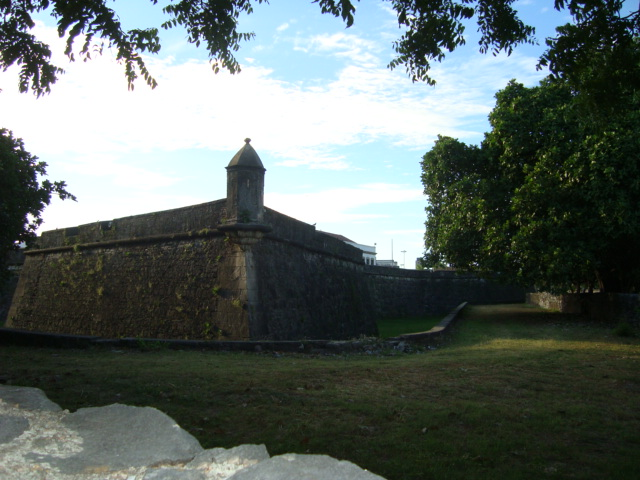
Forte do Brum
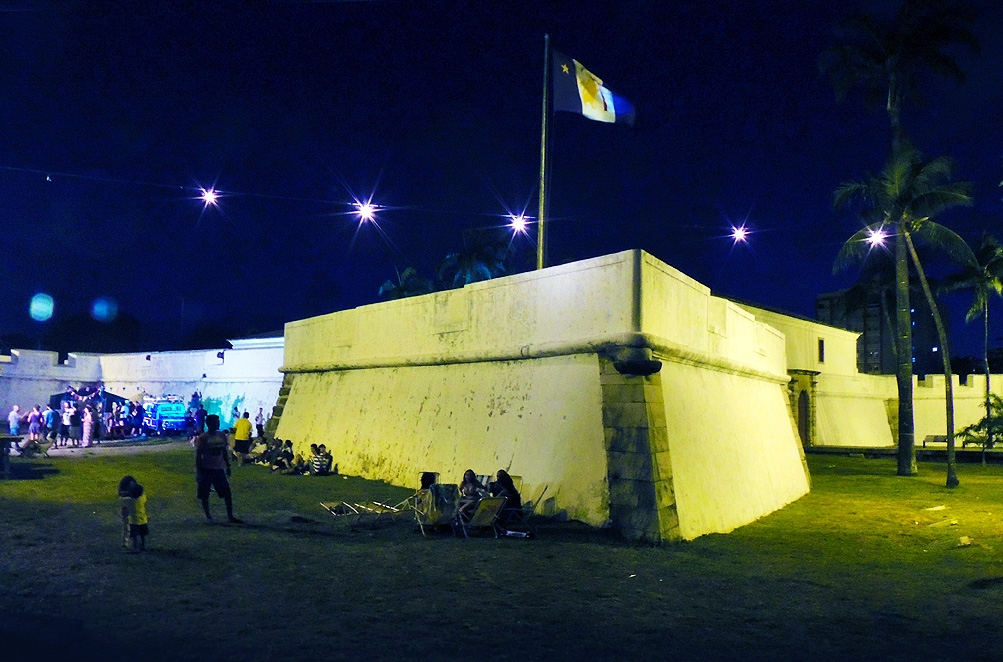
Forte das Cinco Pontas
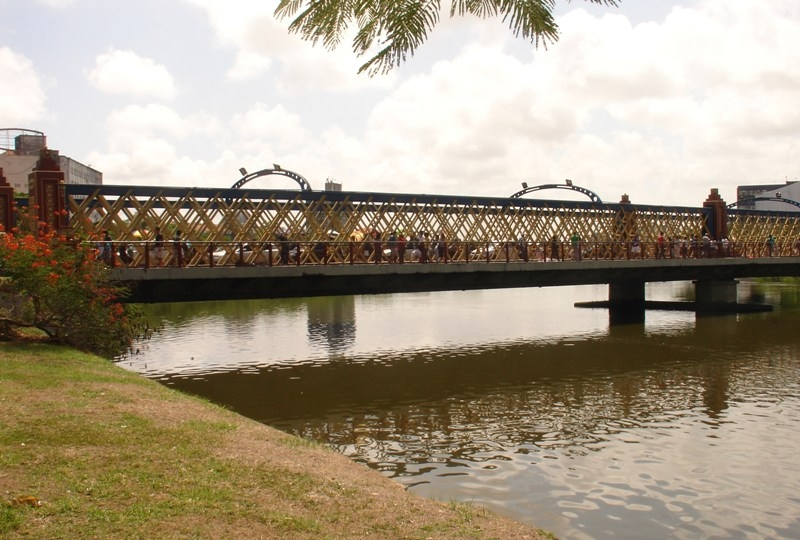
Ponte da Boa Vista
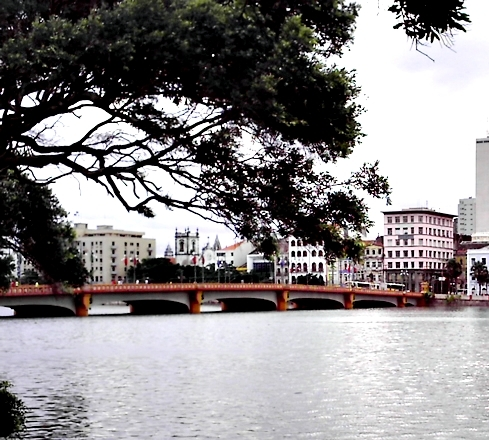
Ponte Maurício de Nassau
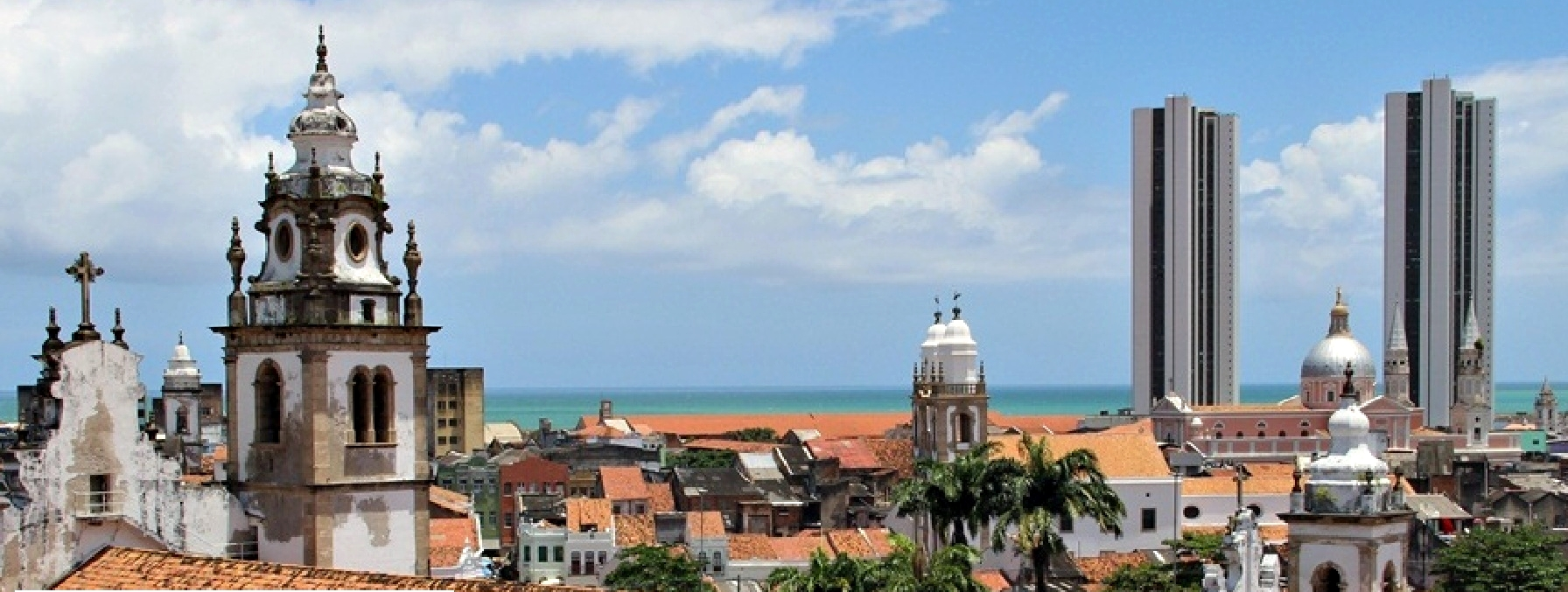
Torres de algumas igrejas do Recife
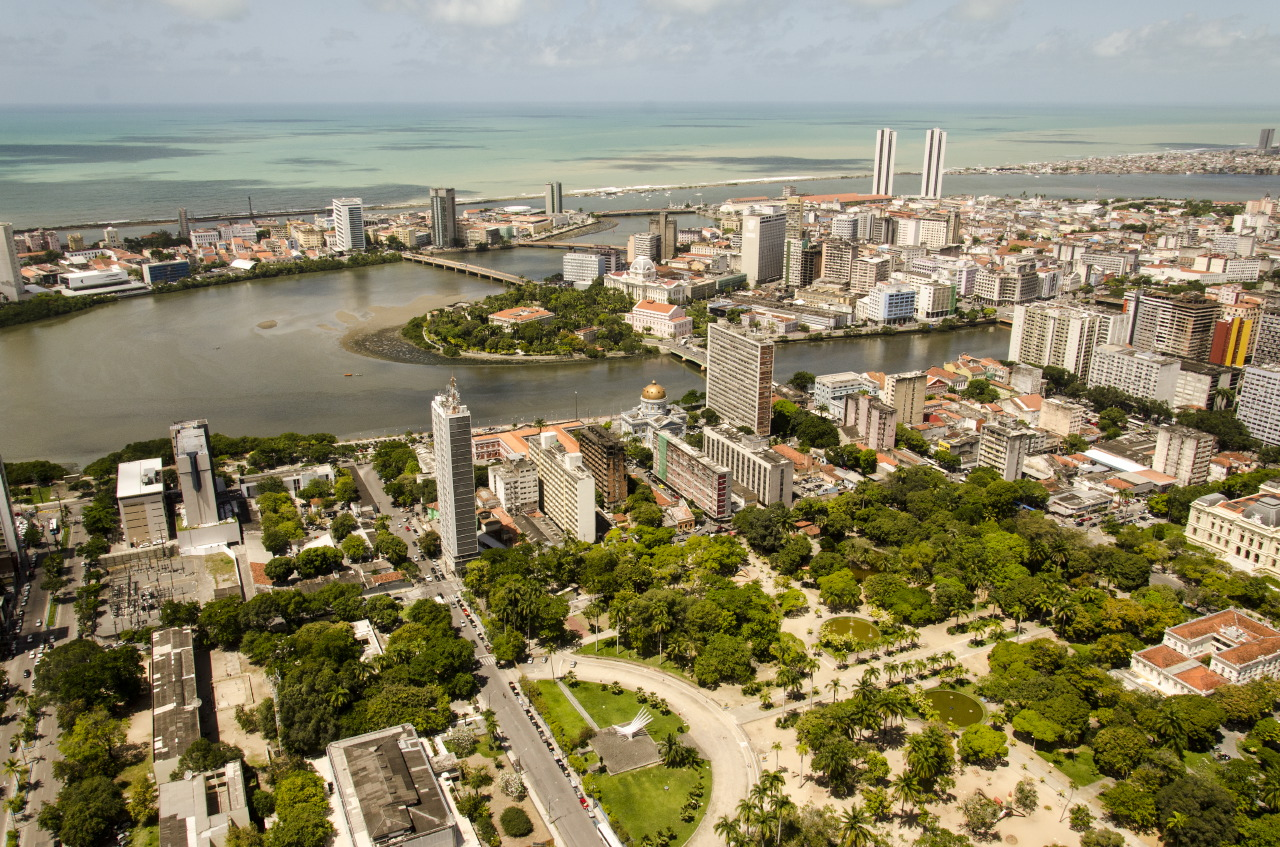
Bairro da Boa Vista
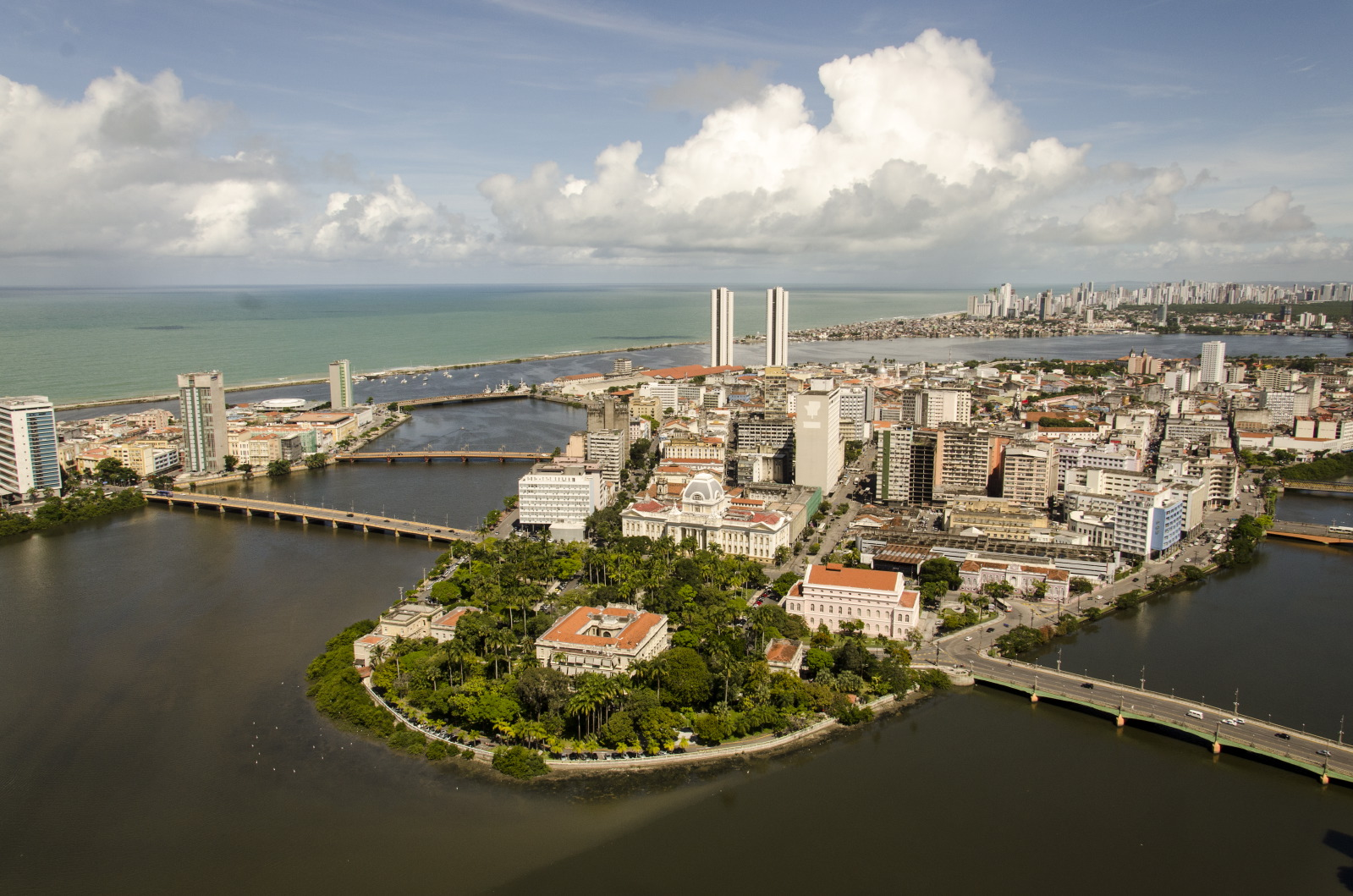
Bairros de Santo Antônio e São José
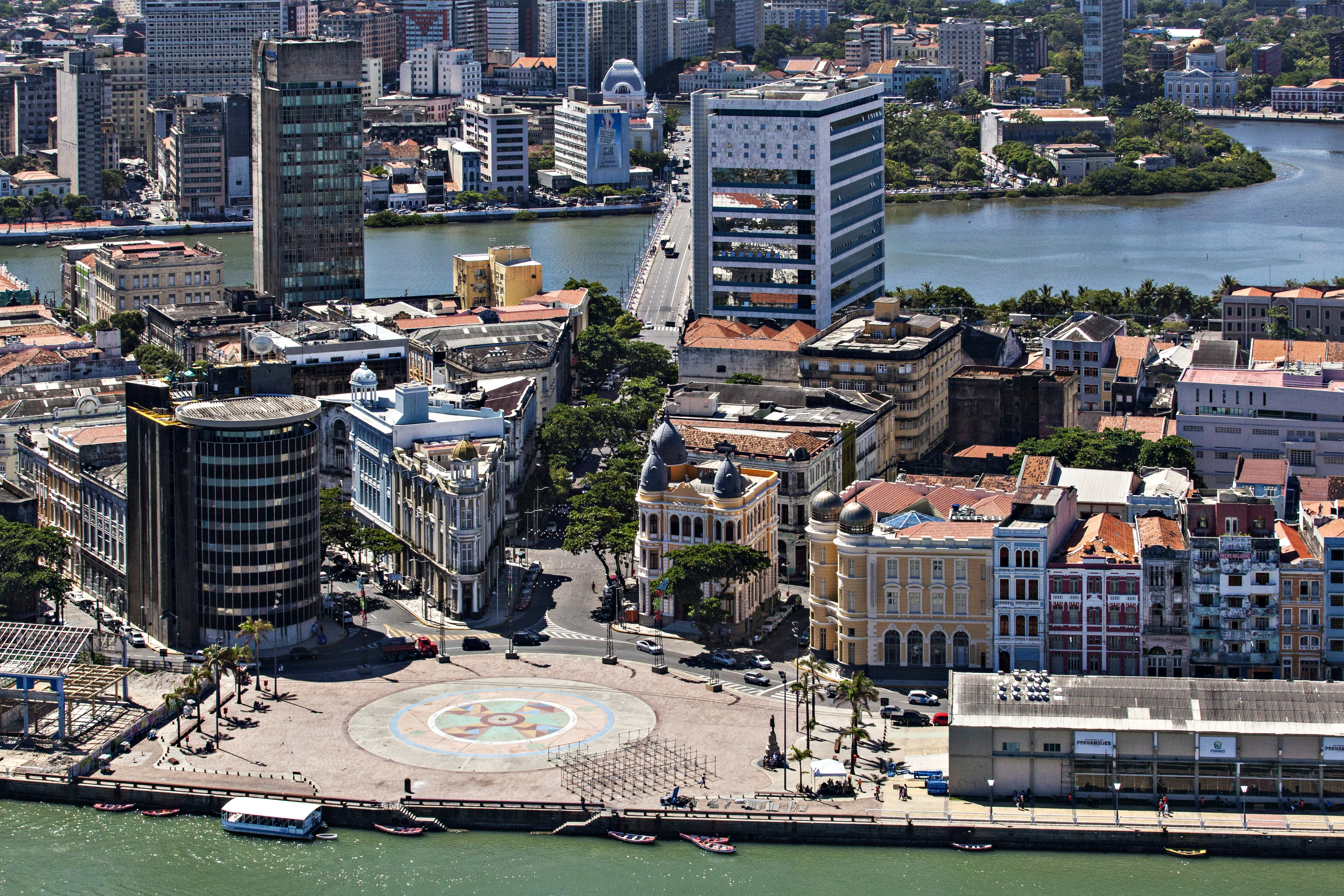
Bairro do Recife

## Centro Histórico Expandido
A capital pernambucana possui um Centro Histórico Expandido. É a Zona Norte da cidade, uma região nobre a noroeste do Marco Zero do município. Trata-se de uma área de povoação muito antiga, da qual fazem parte bairros tradicionais como Graças, Casa Forte, Jaqueira, Poço da Panela, Apipucos, Parnamirim, Tamarineira, Casa Amarela, Espinheiro, Aflitos, Derby e Madalena, alguns deles ocupados desde o século XVI.

### Mansões antigas
No Recife, cidade com o mais opulento conjunto de palacetes e solares do Brasil, a aristocracia pernambucana possuía casarões ajardinados já na primeira metade do século XIX, em áreas próximas ao rio Capibaribe. Nessas casas encontravam-se sofás, cadeiras medalhão, credências, canapés, cômodas, guarda-louças, camas, aparadores, confeccionadas em jacarandá e outras madeiras nobres, por marceneiros famosos como o francês Julião Béranger e seu filho pernambucano Francisco Manuel, responsável pelo estilo Béranger; seguindo-se de Remígio Kneip e Guilherme Spieler, grandes nomes da marcenaria pernambucana do século XIX. Algumas mansões recifenses possuem características arquitetônicas únicas no país.
Na Rua Benfica no bairro da Madalena, conhecida como a "rua dos palacetes", há importantes casarões como o Solar dos Amorim (número 150), o Solar da Viscondessa do Livramento (número 198), o Palacete de Frederika von Söhsten (número 251), o Palacete Sarraceno (número 286), o Palacete de José Ângelo Batista (número 352), o Solar do Benfica (número 505), o Palacete de Manoel Borba (número 715) e o Sobrado da Madalena (número 1150). Outros logradouros que se destacam pelo número de casas ajardinadas são: a Avenida Rui Barbosa — antiga Estrada dos Manguinhos — no bairro das Graças, onde estão localizados palacetes como o Solar Tavares da Silva (número 36), o Palacete do Visconde de Loyo (número 409), o Casarão de Othon Lynch Bezerra de Mello (número 471), o Palacete de veraneio do Barão de Beberibe (número 960), a Mansão Henry Gibson (número 1229) e o Solar do Barão Rodrigues Mendes (número 1596), além dos casarões em seu entorno como o Palacete de Alarico Bezerra Cavalcanti (Rua Joaquim Nabuco, 200); a Avenida Conselheiro Rosa e Silva no bairro dos Aflitos, onde estão situados, dentre outros, o Casarão Costa Azevedo (número 707); a Avenida Dezessete de Agosto no bairro de Casa Forte, onde estão localizados palacetes como o Casarão Latache Pimentel (número 1893) e o Solar Francisco Ribeiro Pinto Guimarães (número 2187); e a Estrada do Arraial no bairro de Casa Amarela, onde há casas como o Palacete de Roberto Brito Bezerra de Mello (número 3139), o Chalé Trindade Peretti (número 3259) e o Casarão de Cid Sampaio (Praça do Monteiro, 2665). O bairro da Boa Vista abriga casas como o Solar do Pombal (Avenida Visconde de Suassuna, 393) e o Palacete Oscar Amorim (Avenida Lima Cavalcante, 9). E há ainda, em pontos mais afastados, antigas casas-grandes de engenhos de açúcar, tanto no município quanto nos arredores (área metropolitana), como a Casa-Museu Magdalena e Gilberto Freyre (Engenho Dois Irmãos — bairro de Apipucos), a Casa de Ferro Família Brennand (Engenho São João — bairro da Várzea), a Casa de Maria Amazonas MacDowell (Engenho Camaragibe), o Casarão dos Lundgren (Engenho Paulista) e o Solar Souza Leão (Engenho Moreno).

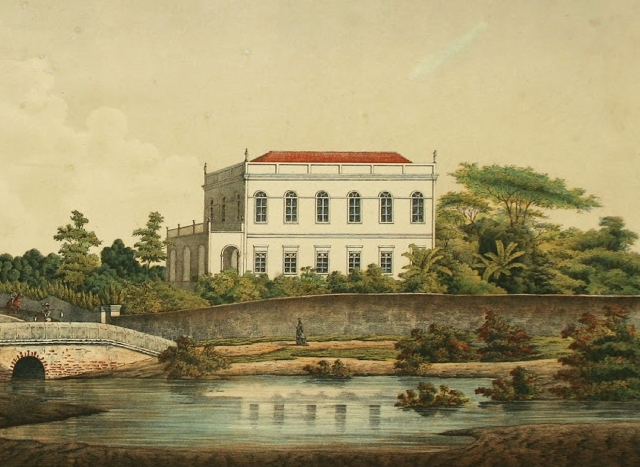
Solar Tavares da Silva em litografia aquarelada de Emil Bauch, 1852.
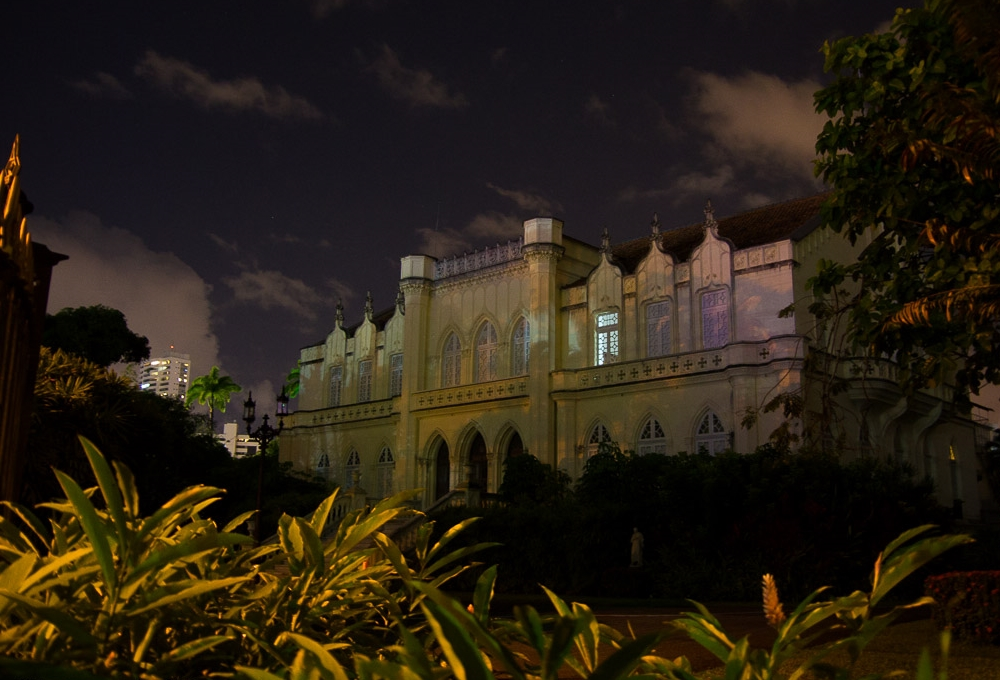
Mansão Henry Gibson
Casa de Ferro Família Brennand
Solar do Pombal
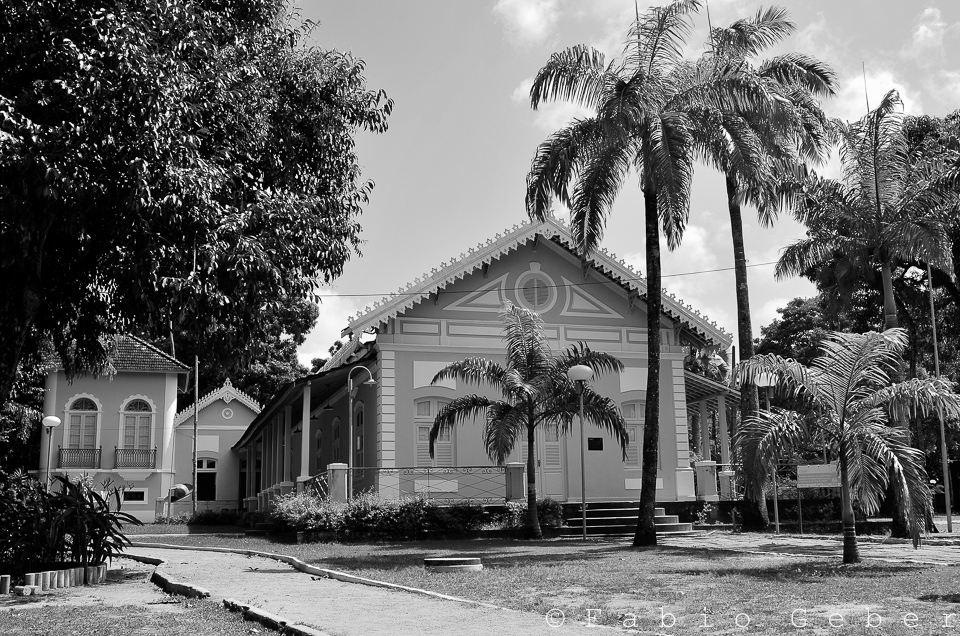
Chalé Trindade Peretti
Palacete de Roberto Brito Bezerra de Mello
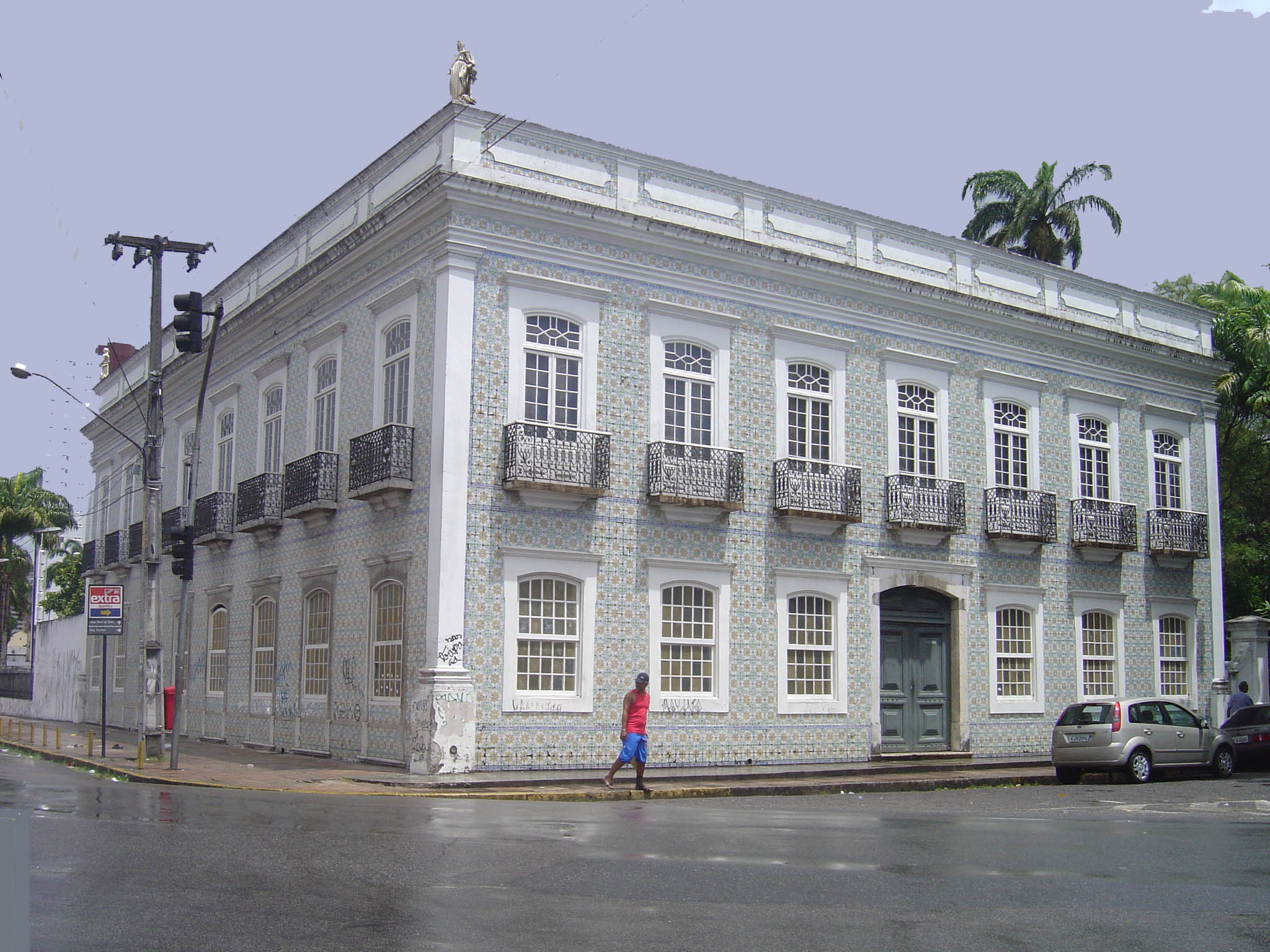
Sobrado da Madalena, atual Museu da Abolição
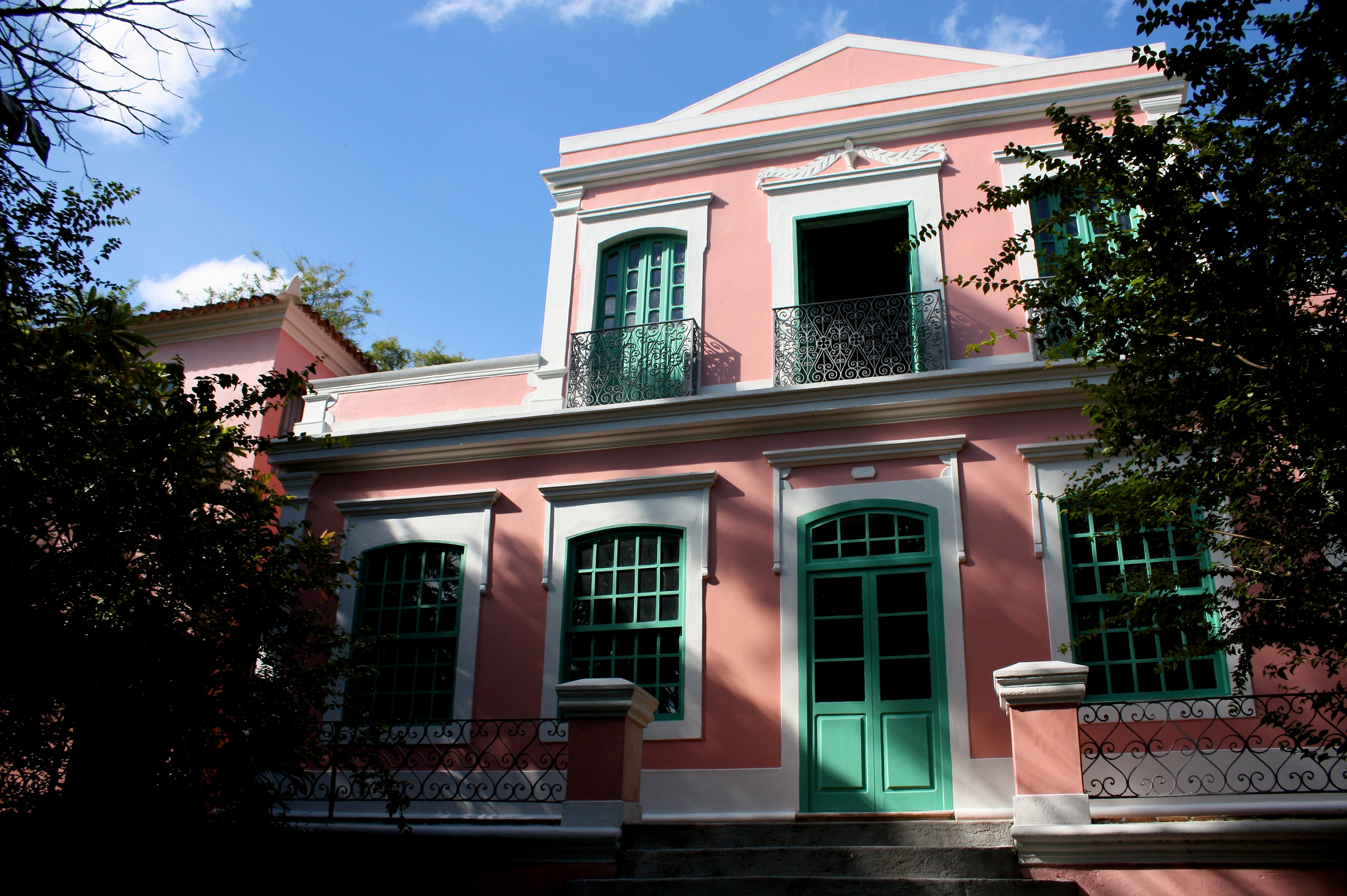
Casa-Museu Magdalena e Gilberto Freyre
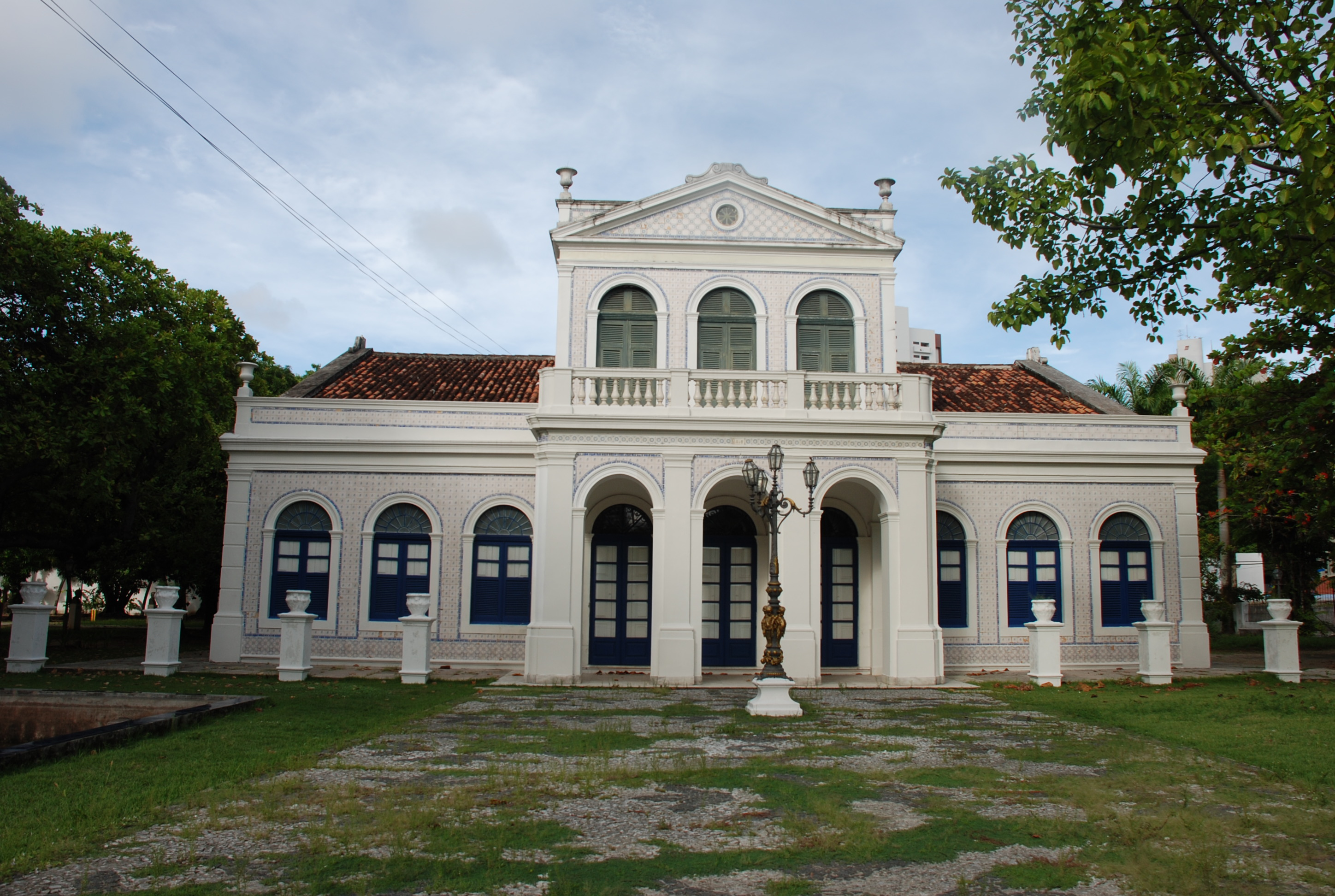
Solar do Barão Rodrigues Mendes, atual Academia Pernambucana de Letras
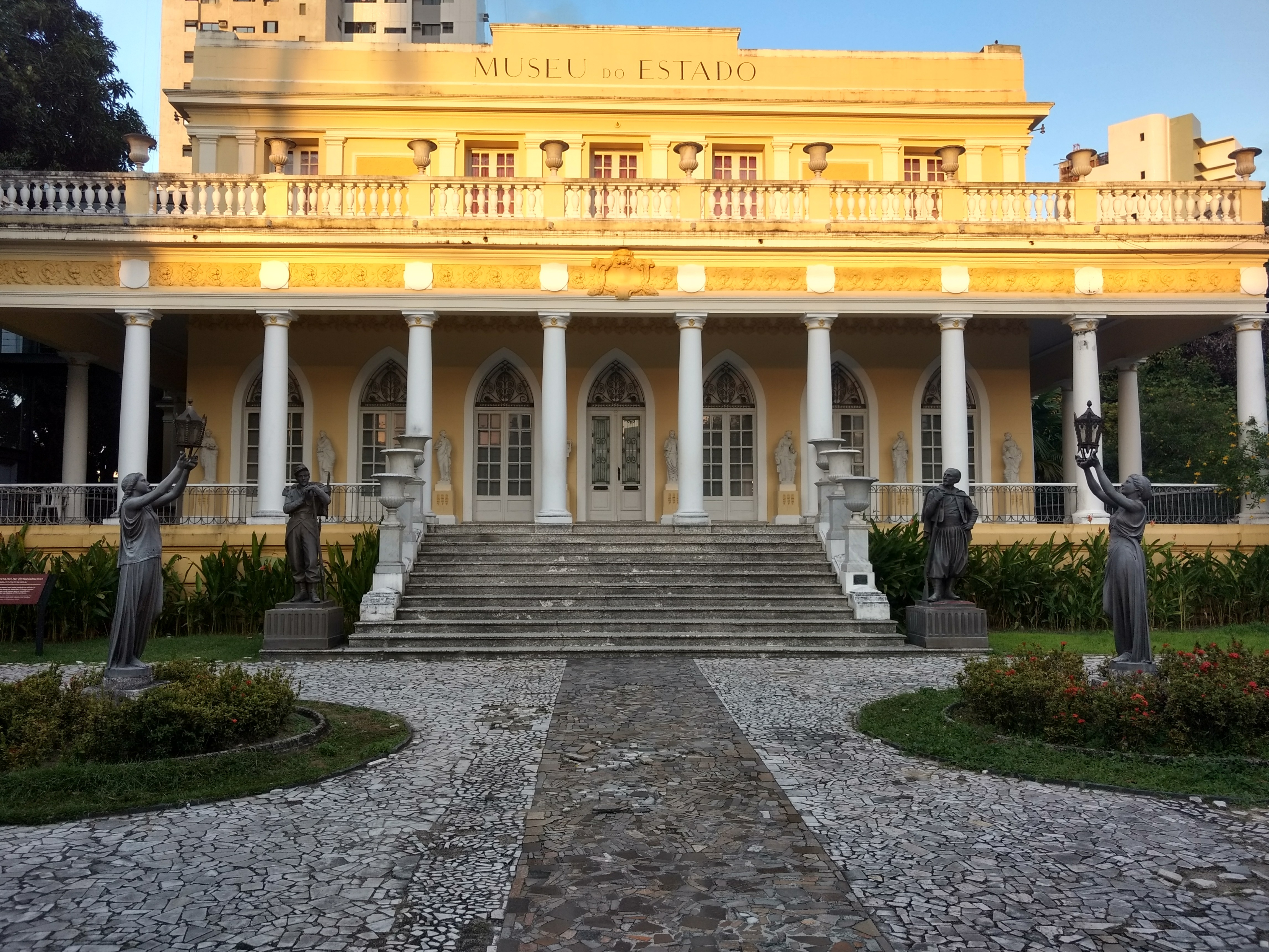
Palacete de veraneio do Barão de Beberibe, atual Museu do Estado de Pernambuco

### Outras construções
Na Zona Norte da capital pernambucana, além de edifícios históricos importantes, a exemplo da Casa Provincial de Apipucos dos Irmãos Maristas, há algumas áreas públicas tombadas pelo IPHAN como a Praça de Casa Forte (primeiro jardim público concebido pelo renomado paisagista Roberto Burle Marx), a Praça Euclides da Cunha e a Praça do Derby.

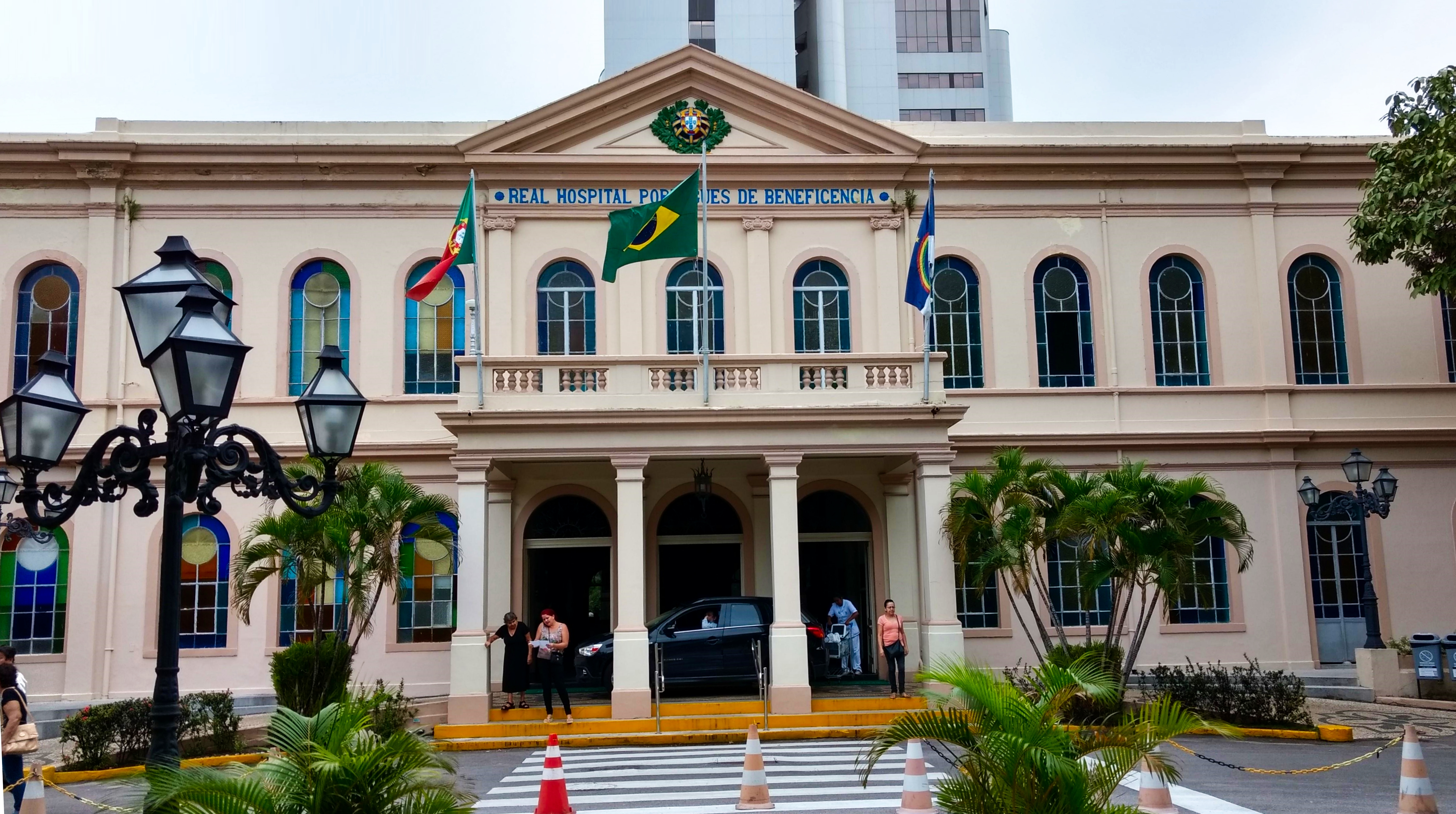
Real Hospital Português de Beneficência
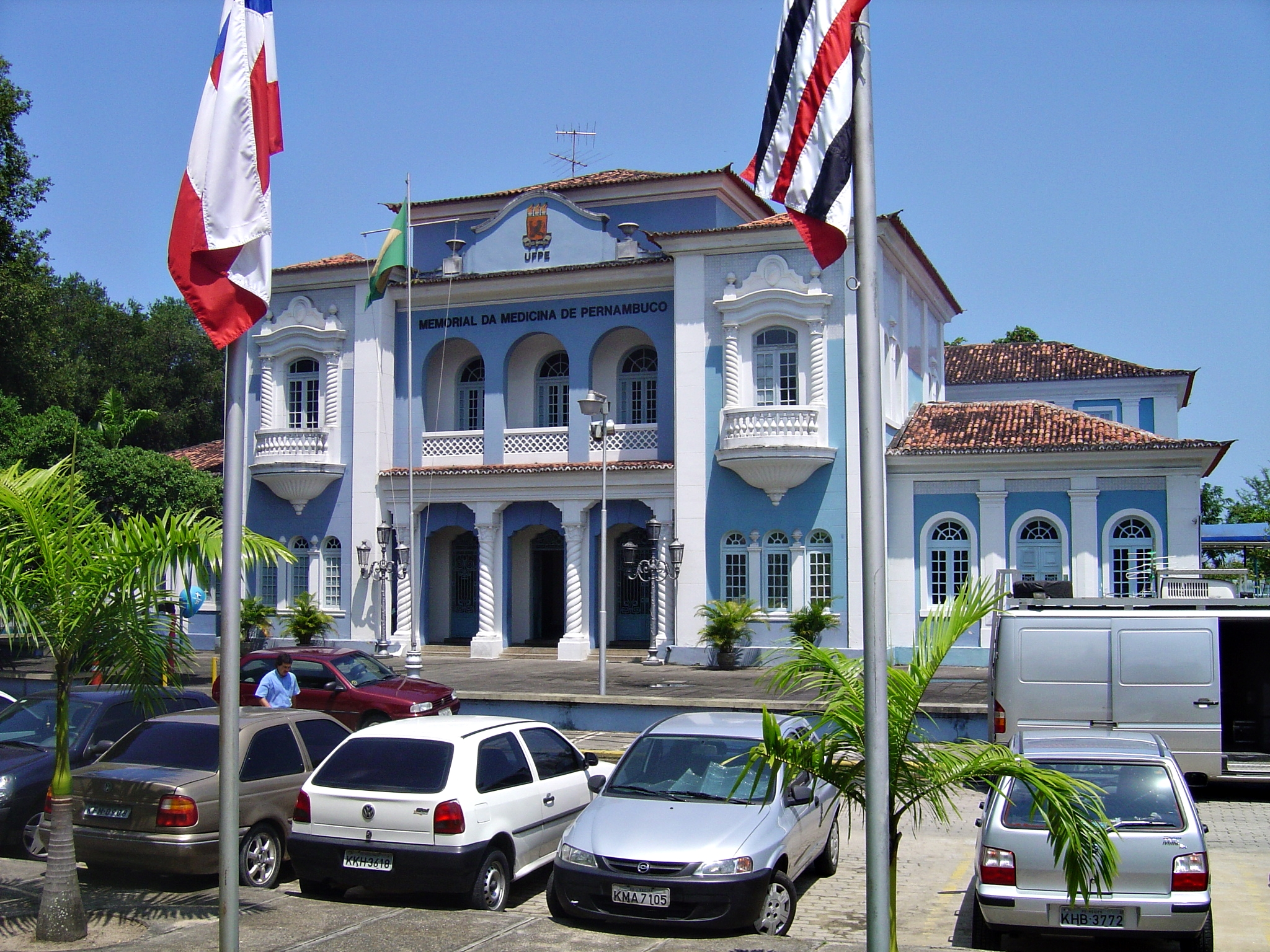
Memorial da Medicina de Pernambuco
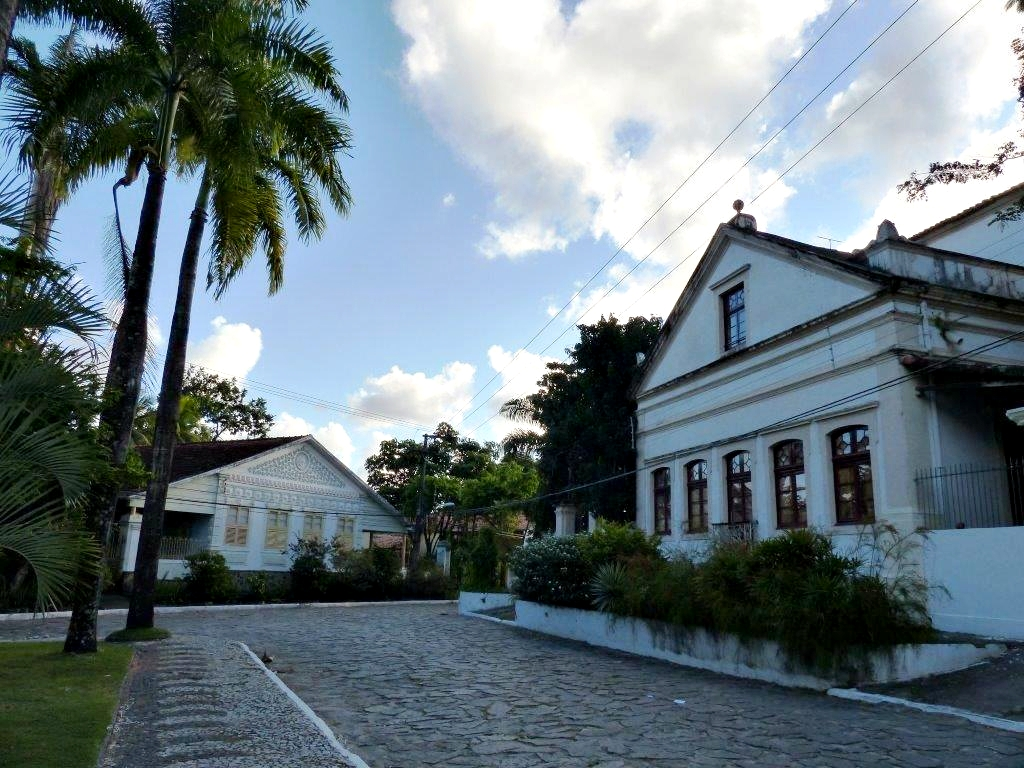
Estrada Real do Poço
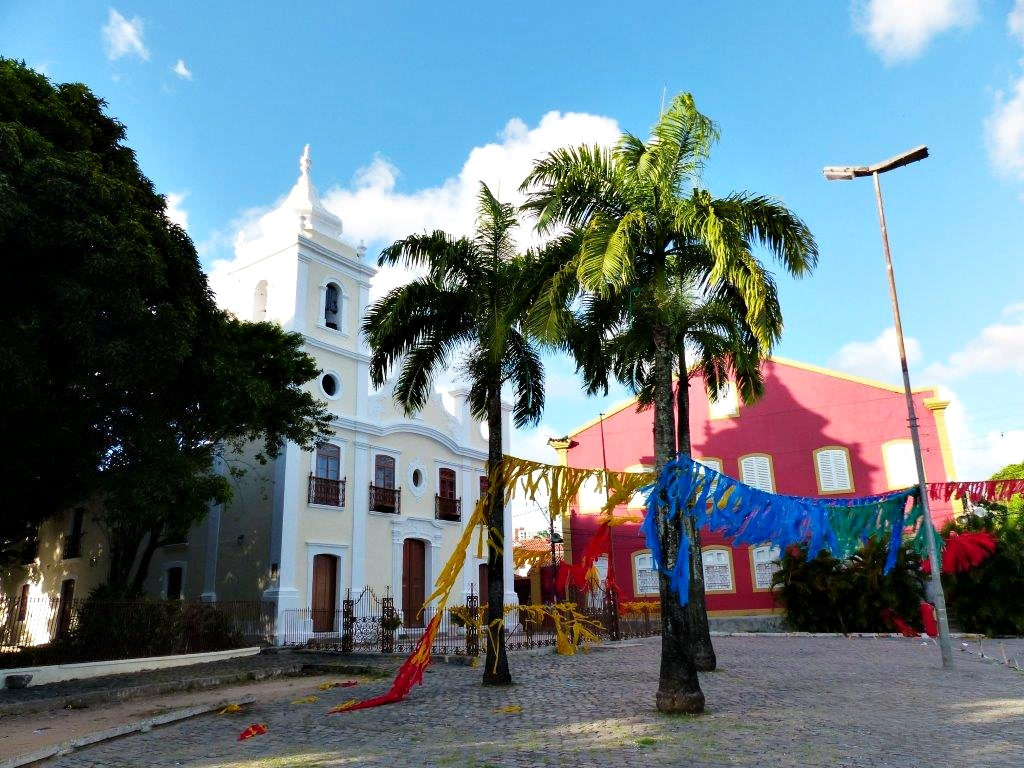
Igreja Nossa Senhora da Saúde
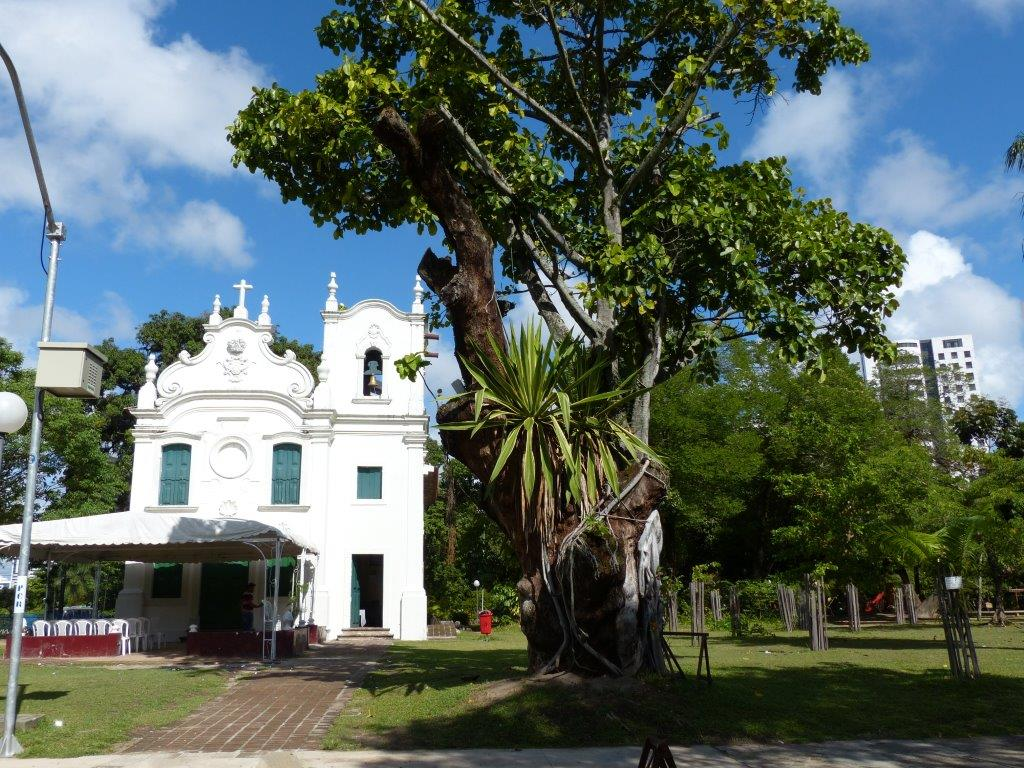
Capela da Jaqueira
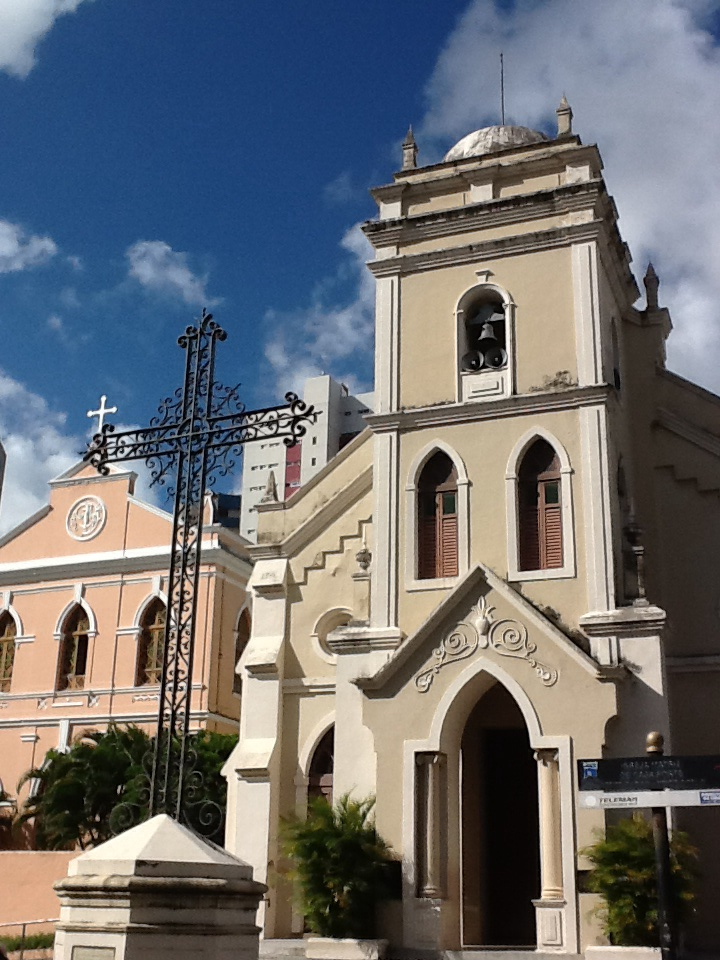
Igreja Matriz de Casa Forte
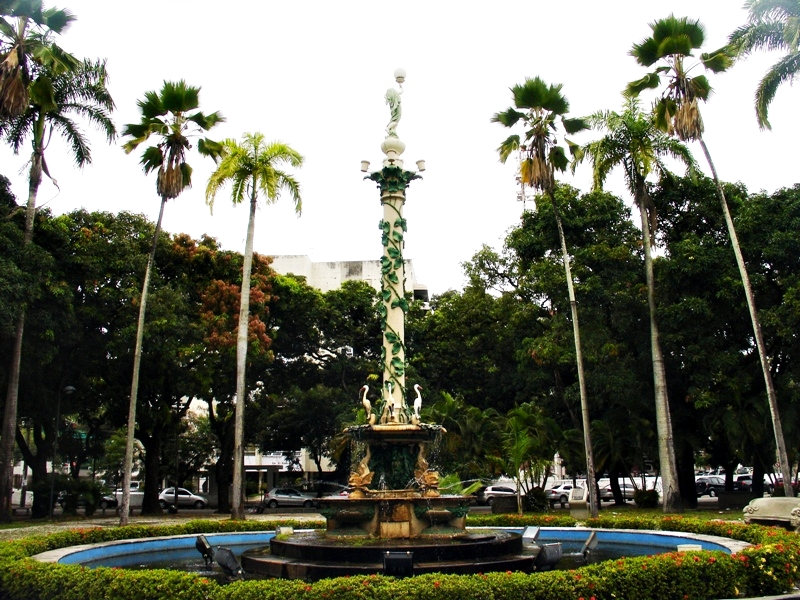
Praça do Entroncamento
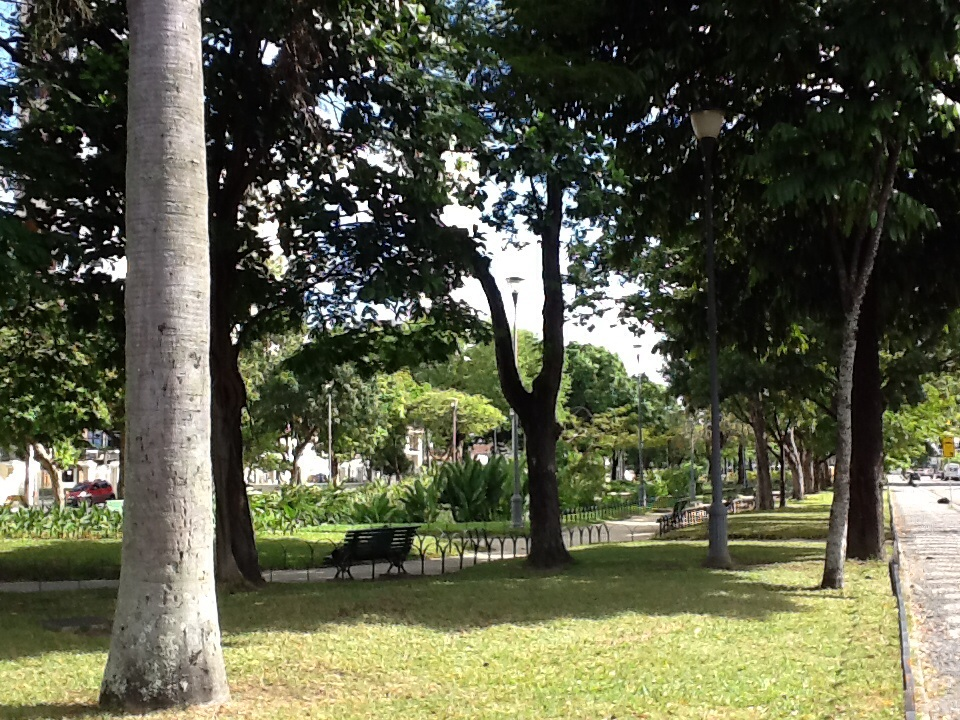
Praça de Casa Forte
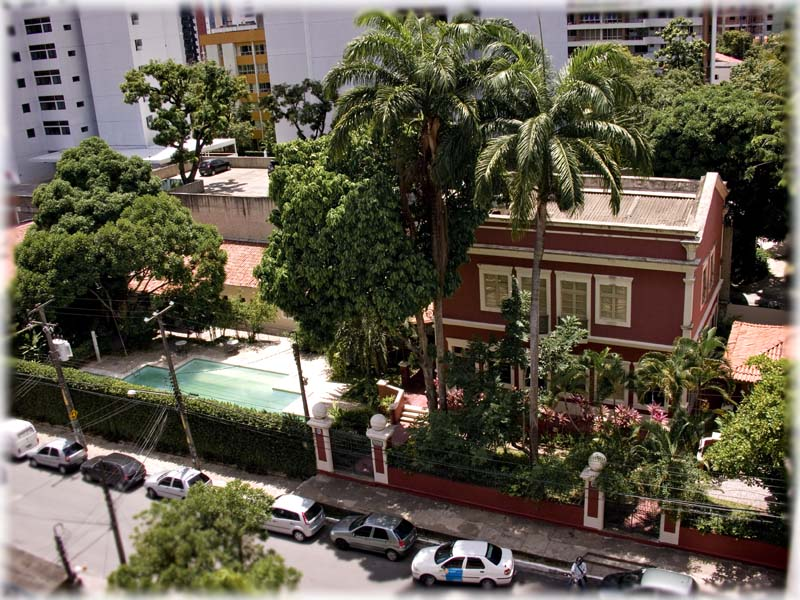
Reserva Técnica de João Câmara Filho
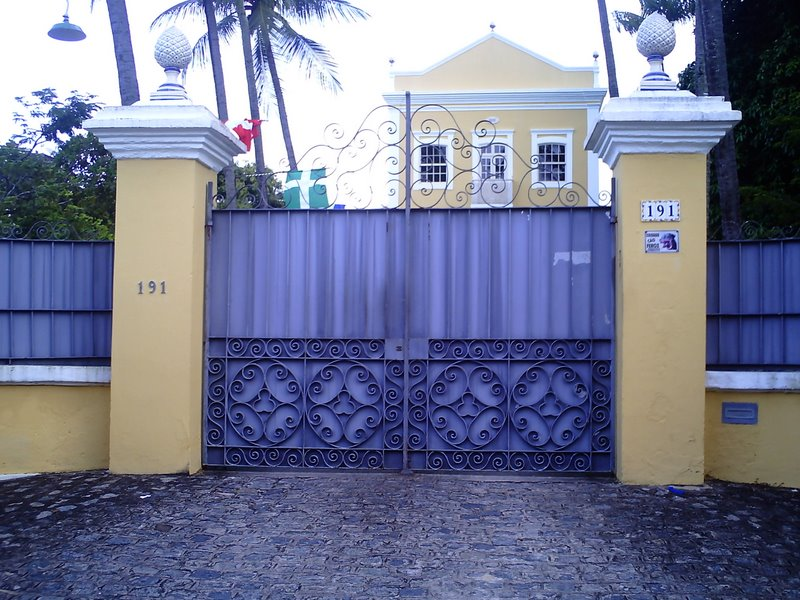
Residência dos Arautos do Evangelho
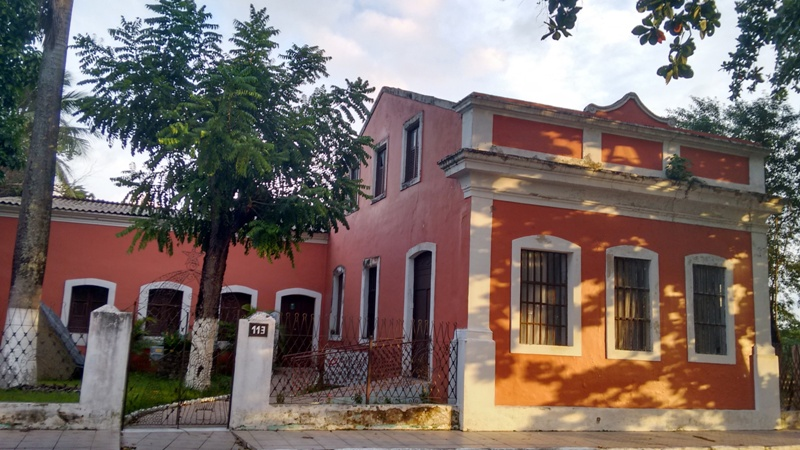
Típico casarão do Poço da Panela
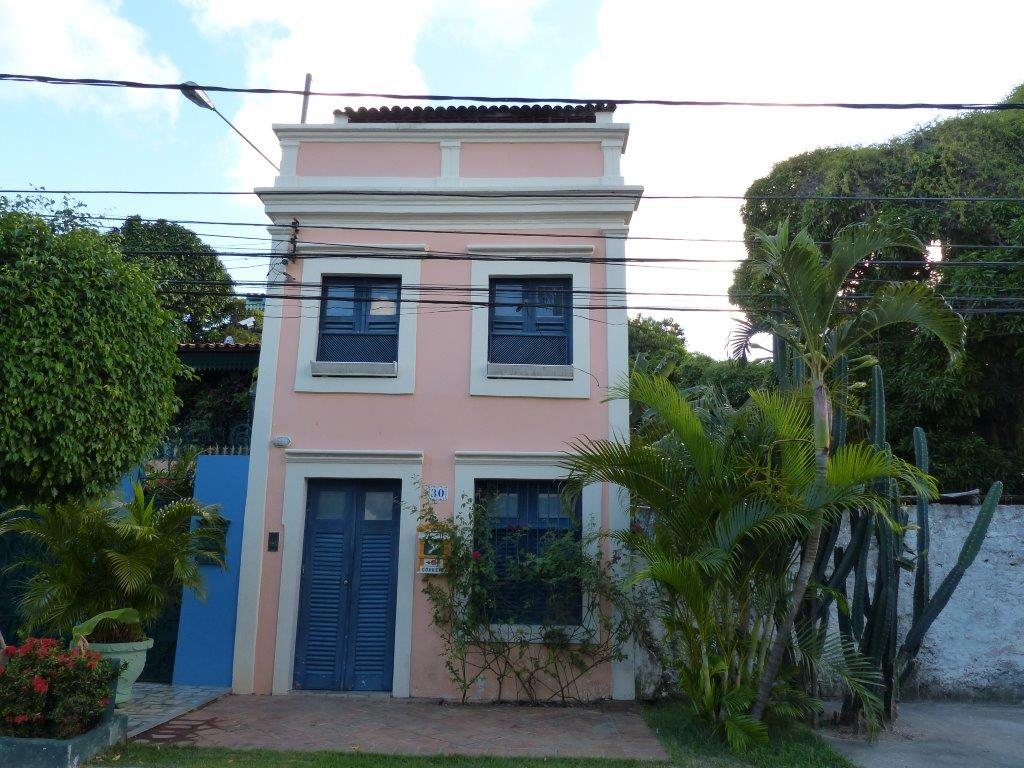
Típico sobrado do Poço da Panela
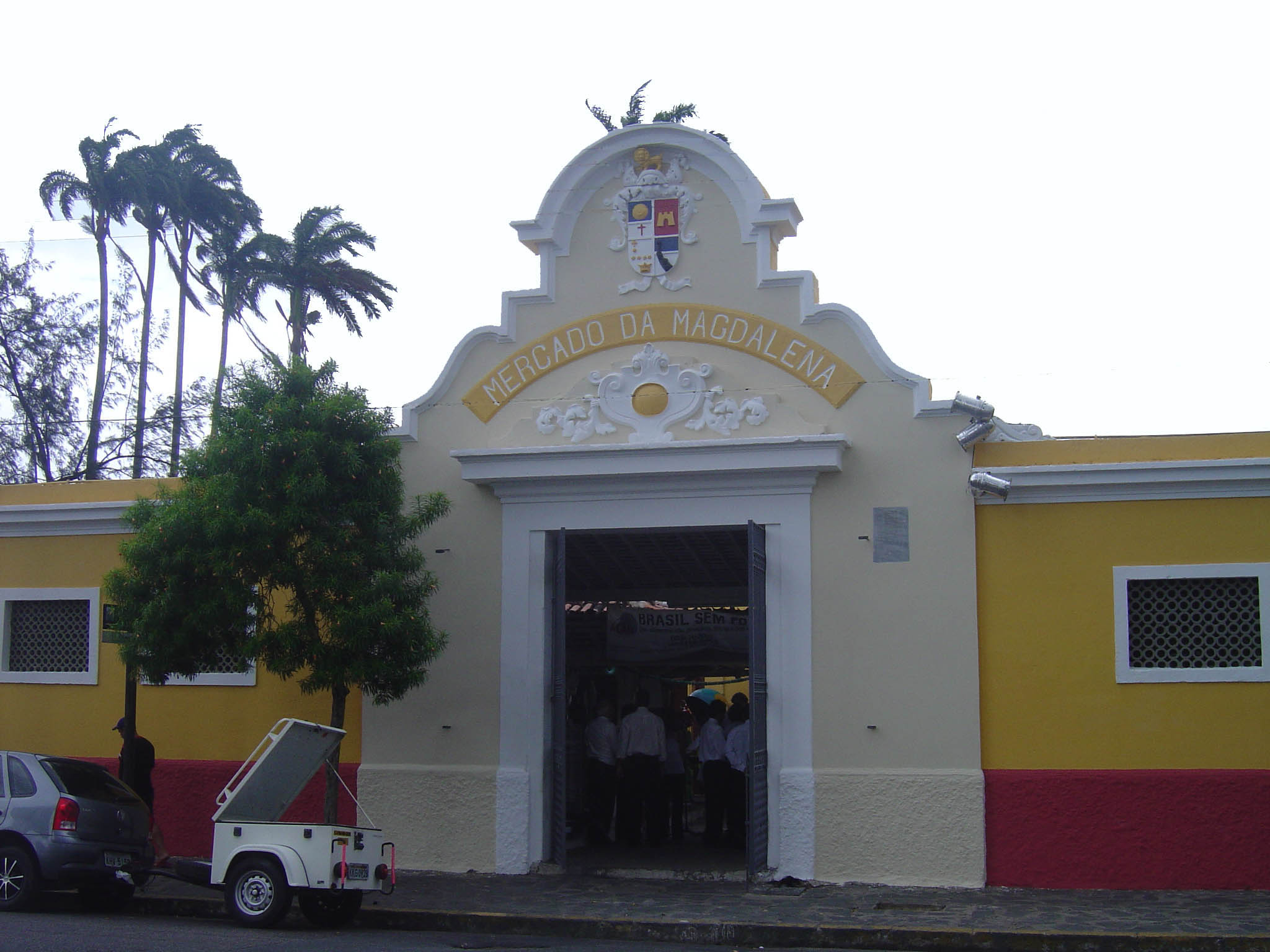
Mercado da Madalena
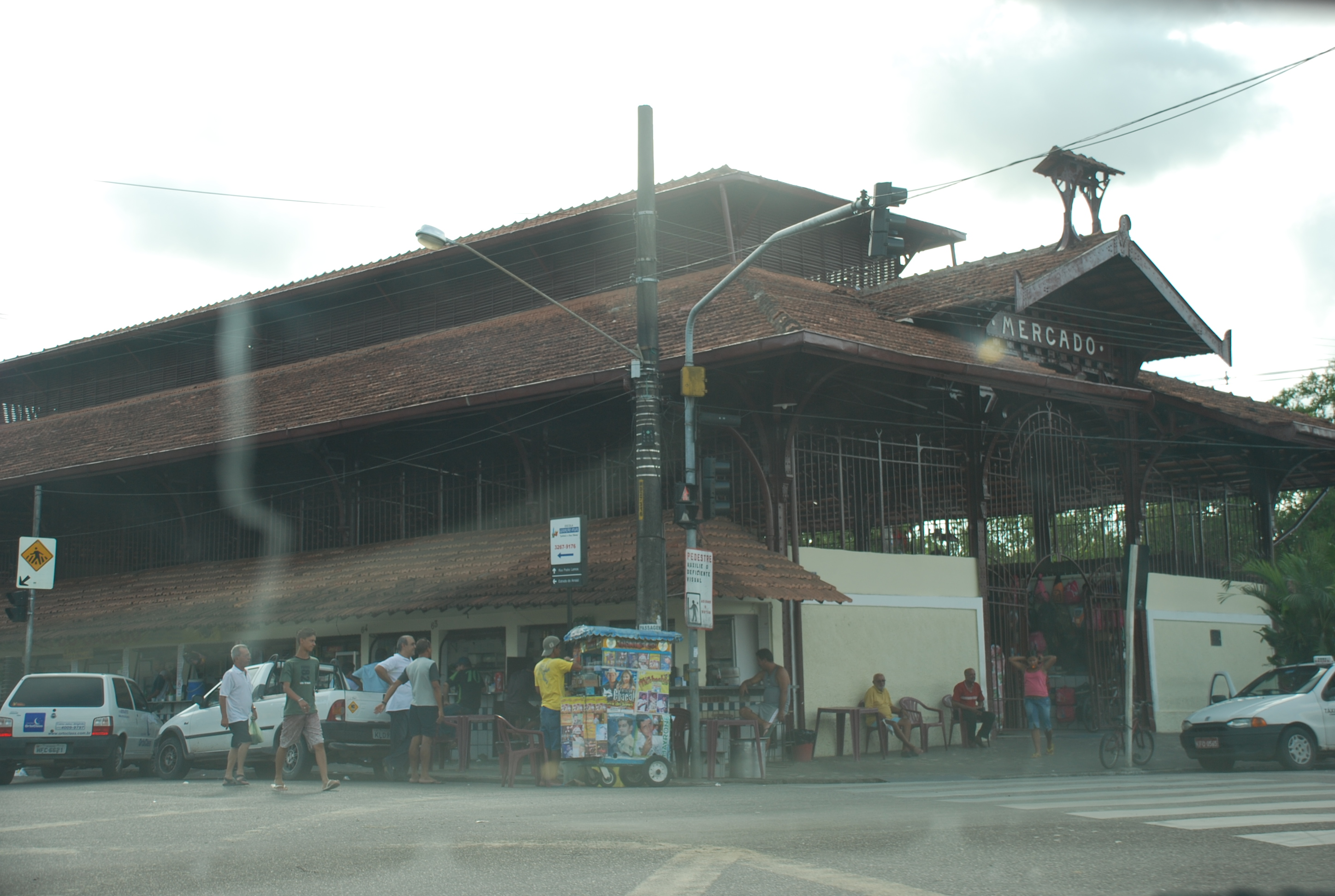
Mercado de Casa Amarela
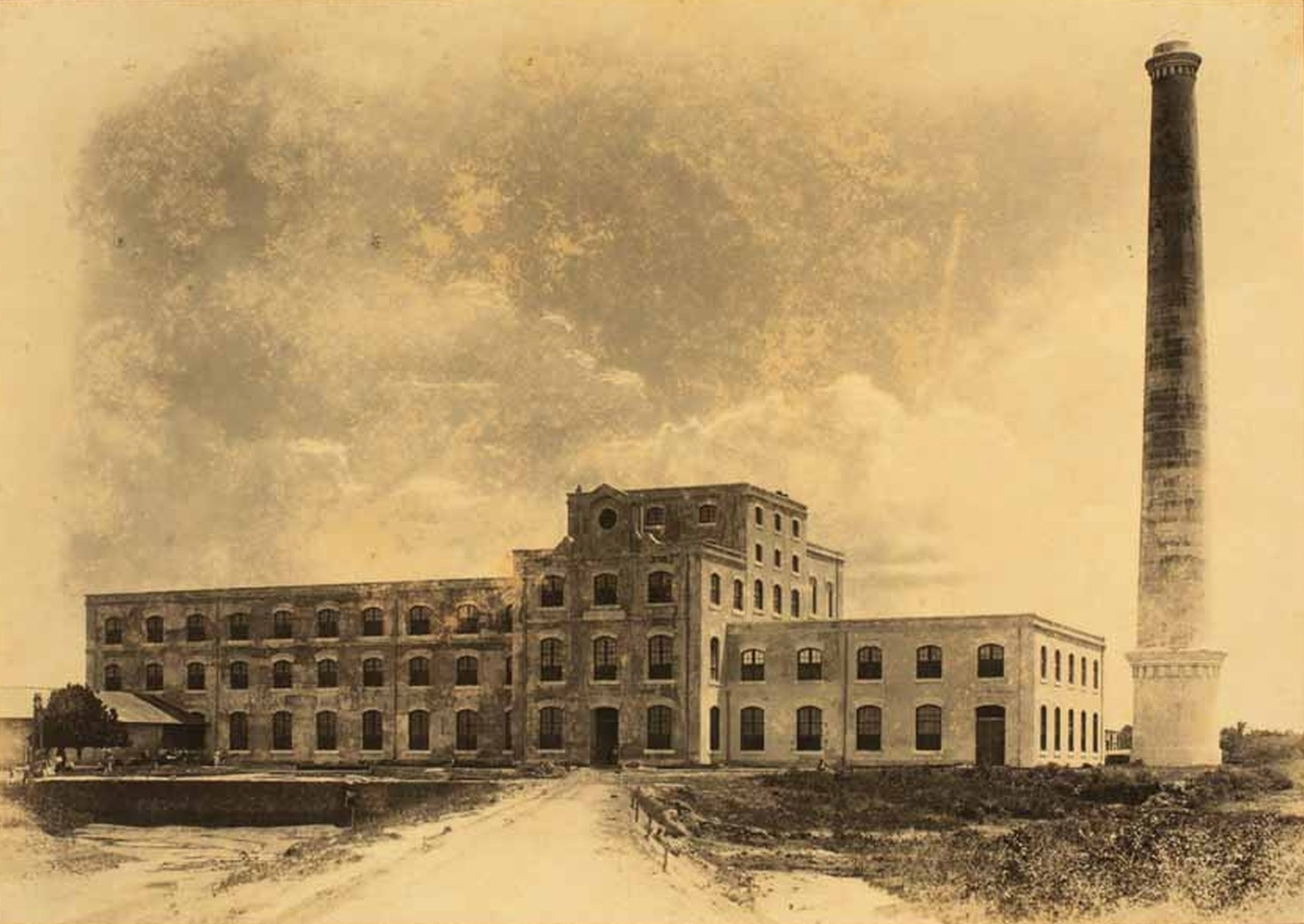
A Fábrica Tacaruna, primeira refinaria da América do Sul e primeira construção em concreto armado do Brasil.

## Demolição e descaracterização do patrimônio histórico
A maior parte dos edifícios coloniais do Recife foi demolida e descaracteriza, e quase todo o antigo traçado urbano recifense perdeu-se com as obras de modernização empreendidas na cidade. Entretanto, ocorrem agressões ao patrimônio histórico desde o período colonial. Casos emblemáticos são o do imponente Palácio de Friburgo, sede da colônia de Nova Holanda construída por Maurício de Nassau e demolida entre os anos de 1774 e 1787 tendo por justificativa os danos sofridos durante a Insurreição Pernambucana, e o do Palácio da Boa Vista, que era o local de repouso e lazer do Governador do Brasil Holandês.
Mas foi a partir dos primeiros anos do século XX que a destruição do centro histórico tomou maiores proporções. O Largo do Pelourinho do Recife (Largo do Corpo Santo) e diversos outros conjuntos coloniais foram completamente demolidos. Ainda na primeira metade do século XX, foram construídas avenidas como a Guararapes e a Conde da Boa Vista, que exigiram muitas demolições, a exemplo da Capela Anglicana do Recife. Na década de 1970 ocorreu a maior e mais vasta ação demolidora sofrida pela cidade: a abertura da Avenida Dantas Barreto (1971-1973), quando centenas de sobrados coloniais foram eliminados e, para permitir a conclusão da obra, o então presidente Emílio Garrastazu Médici destombou a Igreja dos Martírios — que era protegida pelo IPHAN —, permitindo a sua destruição.

## Pontos importantes
- Cais do Imperador
- Praça Dezessete
- Praça da Independência (Recife)
- Largo do Corpo Santo
- Praça da República
- Local onde existiu o Palácio de Friburgo
- Palácio do Campo das Princesas
- Palácio da Justiça
- Teatro de Santa Isabel
- Reduto da Boa Vista
- Convento de Nossa Senhora do Carmo
- Igreja da Ordem Terceira do Carmo (Recife)
- Igreja de Nossa Senhora do Livramento dos Homens Pardos
- Igreja de Nossa Senhora do Rosário dos Pretos (Recife)
- Basílica da Penha
- Capela Dourada
- Museu Franciscano de Arte Sacra
- Igreja da Ordem Terceira de São Francisco
- Convento e Igreja de Santo Antônio
- Concatedral de São Pedro dos Clérigos
- Igreja do Divino Espírito Santo
- Forte de São João Batista do Brum
- Forte de São Tiago das Cinco Pontas
- Gabinete Português de Leitura de Pernambuco
- Ponte da Boa Vista
- Ponte Santa Isabel
- Ponte Maurício de Nassau
- Cinema São Luiz
- Marco Zero do Recife
- Sinagoga Kahal Zur Israel
- Torre Malakoff
- Parque das Esculturas Francisco Brennand
- Instituto Arqueológico, Histórico e Geográfico Pernambucano